# Перелік об'єктів культурної спадщини Подільського району міста Києва
Перелік об'єктів культурної спадщини Києва
Правий берег
- Голосіївський район

- Байкове кладовище

- Оболонський район
- Печерський район
- Подільський район
- Святошинський район
- Солом'янський район
- Шевченківський район

- Лук'янівське кладовище

Лівий берег
- Дарницький район
- Деснянський район
- Дніпровський район

В статті наведений перелік об'єктів культурної спадщини Подільського району міста Києва станом на 1 січня 2012 року.
Джерело інформації: перелік об'єктів культурної спадщини міста Києва, оприлюднений Головним управлянням охорони культурної спадщини КМДА 15 лютого 2012 року на офіційному сайті. Як повідомило Управління, перелік складений на підставі наявної інформації; передбачається регулярне оновлення інформації згідно з новими документами, виданими державними та місцевими органами влади.
На сайті Управління зазначено:

| В кожному окремому випадку для визначення статусу об'єкту необхідно звернутись до Головного управління охорони культурної спадщини виконавчого органу Київської міської ради (Київської міської державної адміністрації) з відповідним запитом у зв'язку зі змінами назв вулиць, нумерації будинків, літерних позначень та моніторингу стану об'єктів культурної спадщини на поточний період[2]. |
Статус об'єктів культурної спадщини затверджується:
- Пам'ятки національного значення — Постановами Ради міністрів УРСР, Кабінету Міністрів України.
- Пам'ятки місцевого значення — Рішеннями Київського міськвиконкому, Розпорядженнями КМДА, Наказами Міністерства культури України.
- Щойно виявлені об'єкти культурної спадщини — Наказами Комітету, або Управління (Головного управління) охорони пам'яток (культурної спадщини).

Відповідно кольором в списку позначені:
|  | Пам'ятки національного значення |
|  | Пам'ятки місцевого значення     |

## Об'єкти культурної спадщини Подільського району
| Номер | Назва | Дати | Адреса | Охоронний номер | Документ про взяття на облік | Примітки            |
| ----- | --- | --- | --- | --------------- | --- | ------------------- |
| 1     | Богодільня М. П. Дегтерьова («Будинок вдів») | 1891 р. | Андріївська вул., 1/1 | 598-Кв          | Наказ Міністерства культури і туризму України від 15.09.2010 № 706/0/16-10 |                     |
| 2     | Фундаменти храму | XII—XIII ст.                                                                                                  | Андріївська вул., 7/9 |                 | Рішення виконавчого комітету Київської міськради народних депутатів від 17.11.1987 № 1112 |                     |
| 3     | Будинок прибутковий | кін. XIX ст.                                                                                                  | Андріївська вул., 9 | 599-Кв          | Наказ Міністерства культури і туризму України від 15.09.2010 № 706/0/16-10 |                     |
| 4     | Будинок прибутковий | 1910 р. | Андріївська вул., 11 | 561/2-Кв        | Наказ Міністерства культури і туризму України від 03.02.2010 № 58/0/16-10 |                     |
|       | Комплекс Центральної електричної станції (ЦЕС-1) | 1901—1914 рр.                                                                                                 | Андріївська вул., 19, Шосе Набережне | 439/0 (2600058) | Наказ Міністерства культури і туризму України від 27.08.2007 № 983/0/16-07 |                     |
| 5     | Турбогенератор фірми «Браун, Боварі і К» | 1910 р. | Андріївська вул., 19 | 2600058/3       | Наказ Міністерства культури і туризму України від 27.08.2007 № 983/0/16-07 |                     |
| 6     | Мостовий кран для монтажу технологічного обладнання | 1890 р., 1927 р., 1971 р.                                                                                     | Андріївська вул., 19 | 2600058/2       | Наказ Міністерства культури і туризму України від 27.08.2007 № 983/0/16-07 |                     |
| 7     | Головний корпус | 1898—1900 рр.                                                                                                 | Андріївська вул., 19 | 2600058/1       | Наказ Міністерства культури і туризму України від 27.08.2007 № 983/0/16-07 |                     |
| 8     | Привратницька | 1898—1900 рр.; 1947—1950 рр. (реконструкція)                                                                  | Андріївська вул., 19 | 2600058/5       | Наказ Міністерства культури і туризму України від 27.08.2007 № 983/0/16-07 |                     |
| 9     | Розподільча підстанція | 1909—1914 рр.; 1933—1936 рр.; 1947—1949 рр. (реконструкція)                                                   | Андріївська вул., 19 | 2600058/4       | Наказ Міністерства культури і туризму України від 27.08.2007 № 983/0/16-07 |                     |
| 10    | Поселення багатошарове та городище | III-ІІ ст. до н. е.; V-XIII ст. н. е                                                                          | Андріївський узвіз (урочище Замкова гора) | 647-Кв          | Наказ Міністерства культури України від 21.10.2011 № 912/0/16-11 |                     |
| 11    | Альтанка | 1897—1898 рр.                                                                                                 | Андріївський узвіз | 271-Кв          | Наказ Міністерства культури України від 21.10.2011 № 912/0/16-11 |                     |
|       | Садиба міська: Андріївський узвіз, 2, в якій у січні 1918 року містився керівний центр повстання робітників Подолу проти Центральної Ради | XIX — поч. XX ст.                                                                                             | Андріївський узвіз, 2/28 | 283-Кв          | Наказ Міністерства культури України від 21.10.2011 № 912/0/16-11 |                     |
| 12    | Флігель житловий | кін. XIX ст.                                                                                                  | Андріївський узвіз, 2-д | 283/5-Кв        | Наказ Міністерства культури України від 21.10.2011 № 912/0/16-11 |                     |
| 13    | Будинок, в якому у 1913—1915 рр. жив П. П. Кудрявцев, філософ; у 1919—1943 рр. О. П. Оглоблін, історик | кін. XIX ст.                                                                                                  | Андріївський узвіз, 2-г | 283/4-Кв        | Наказ Міністерства культури України від 21.10.2011 № 912/0/16-11 |                     |
| 14    | Будинок прибутковий | 1913—1915 рр.                                                                                                 | Андріївський узвіз, 2-б | 283/2-Кв        | Наказ Міністерства культури України від 21.10.2011 № 912/0 /16-11 |                     |
| 15    | Будинок прибутковий | 1909—1910 рр.                                                                                                 | Андріївський узвіз, 2-в | 283/3-Кв        | Наказ Міністерства культури України від 21.10.2011 № 912/0 /16-11 |                     |
| 16    | Будинок прибутковий, в якому у січні 1918 р. містився штаб повсталих робітників Подолу | кін. XVIII — поч. XX ст.; січень 1918 р.                                                                      | Андріївський узвіз, 2-а | 283/1-Кв        | Наказ Міністерства культури України від 21.10.2011 № 912/0/16-11 |                     |
| 17    | Будинок прибутковий | 1914 р. | Андріївський узвіз, 3/24 |                 | Наказ Головного управління охорони культурної спадщини від 25.06.11 № 10/38-11 |                     |
| 18    | Будинок житловий, в якому у 1899—1919 рр. мешкав О. П. Оглоблін, історик, професор, президент Української вільної академії наук (УВАН) в США | 1874 р. | Андріївський узвіз, 4/26 | 265-Кв          | Наказ Міністерства культури України від 21.10.2011 № 912/0/16-11 |                     |
| 19    | Будинок житловий ювеліра Захара Брезгунова | 1815 р.; 1860 р.                                                                                              | Андріївський узвіз, 5/31 | 648-Кв          | Наказ Міністерства культури України від 21.10.2011 № 912/0/16-11 |                     |
| 20    | Будинок житловий, в якому на поч. XX ст. мешкав П. П. Кудрявцев, викладач історії і філософії Київської духовної академії | 1885 р.; 1892 р.                                                                                              | Андріївський узвіз, 8 | 266-Кв          | Наказ Міністерства культури України від 21.10.2011 № 912/0/16-11 |                     |
| 21    | Будинок прибутковий | 1980-ті рр.                                                                                                   | Андріївський узвіз, 9 | 649-Кв          | Наказ Міністерства культури України від 21.10.2011 № 912/0/16-11 |                     |
| 22    | Будинок житловий | 1-а пол. XIX ст.                                                                                              | Андріївський узвіз, 10-а | 650-Кв          | Наказ Міністерства культури України від 21.10.2011 № 912/0/16-11 |                     |
| 23    | Будинок прибутковий (чотириповерховий), в якому у 1910-х роках мешкав К. Ф. Шиман, архітектор | 1910—1911 рр.                                                                                                 | Андріївський узвіз, 11 |                 | Наказ Головного управління охорони культурної спадщини від 25.06.11 № 10/38-11 |                     |
| 24    | Будинок житловий (двоповерховий) | 1902—1903 рр.                                                                                                 | Андріївський узвіз, 11 |                 | Наказ Головного управління охорони культурної спадщини від 25.06.11 № 10/38-11 |                     |
|       | Садиба міська | кін. XIX — поч. XX ст.                                                                                        | Андріївський узвіз, 13 | 651-Кв          | Наказ Міністерства культури України від 21.10.2011 № 912/0/16-11 |                     |
| 25    | Житловий будинок | кін. XIX ст.                                                                                                  | Андріївський узвіз, 13-б | 651-Кв          | Наказ Міністерства культури України від 21.10.2011 № 912/0/16-11 |                     |
| 26    | Будинок житловий, в якому у 1906—1922 рр. мешкали М. О. Булгаков, радянський письменник; родина Булгакових; у 1906 р. О. А. Кошиць, композитор, хоровий диригент; В. П. Листовничий, цивільний інженер, архітектор                                                   | 1888 р. | Андріївський узвіз, 13 | 651-Кв          | Наказ Міністерства культури України від 21.10.2011 № 912/0/16-11, Постанова Кабінету Міністрів України від 03.09.2009 № 928 |                     |
| 27    | Будинок прибутковий, в якому у 1905—1906 рр. містилася редакція журналу «Шершень»; мешкали: у 1909 р. Г. К. Дядченко, живописець; С. Т. Голубєв, історик; у 1905—1909 рр. Ф. П. Балавенський, скульптор; Ф. С. Красицький, живописець, графік; І. С. Макушенко       | 1902—1904 рр.; 1998 р. (реконструкція)                                                                        | Андріївський узвіз, 15 | 887             | Постанова Ради Міністрів УРСР від 06.09.1979 № 442, Рішення виконавчого комітету Київської міськради народних депутатів від 21.08.1975 № 840 |                     |
| 28    | Будинок житловий | 1891 р. | Андріївський узвіз, 18 | 652-Кв          | Наказ Міністерства культури України від 21.10.2011 № 912/0/16-11 |                     |
|       | Садиба міська: Андріївський узвіз, рр.19 | кін. XIX ст.                                                                                                  | Андріївський узвіз, 19 | 268             | Рішення виконавчого комітету Київської міськради народних депутатів від 05.06.1995 № 169 |                     |
| 29    | Флігель | кін. XIX ст.                                                                                                  | Андріївський узвіз, 19-б | 268/2-Кв        | Наказ Міністерства культури України від 21.10.2011 № 912/0/16-11 |                     |
| 30    | Будинок житловий | 1870-ті рр. (?)(реставрація)                                                                                  | Андріївський узвіз, 19-а | 268/1-Кв        | Наказ Міністерства культури України від 21.10.2011 № 912/0/16-11 |                     |
| 31    | Будинок житловий | кін. XIX — поч. XX ст.                                                                                        | Андріївський узвіз, 20-б | 269             | Рішення виконавчого комітету Київської міськради народних депутатів від 05.06.1995 № 169 |                     |
| 32    | Будинок житловий священика Андріївської церкви, в якому у 1911 році містилась майстерня І. П. Кавалерідзе, скульптора; у 1910-х рр. проживав Ф. І. Титов, історик, настоятель Андріївської церкви                                                                    | 1891 р. | Андріївський узвіз, 21 | 653-Кв          | Наказ Міністерства культури України від 21.10.2011 № 912/0/16-11 |                     |
|       | Садиба житлова іконописця Й. Шатрова, в якій мешкав диригент та музикознавець О. Кошиць | сер. XIX ст. — 1911 р.                                                                                        | Андріївський узвіз, 22 | 654-Кв          | Наказ Міністерства культури України від 21.10.2011 № 912/0/16-11 |                     |
| 33    | Будинок житловий | 1888 р. | Андріївський узвіз, 22 | 655-Кв          | Наказ Міністерства культури України від 21.10.2011 № 912/0/16-11 |                     |
| 34    | Будинок житловий | 1850 р., 1893 р.                                                                                              | Андріївський узвіз, 22-а | 656-Кв          | Наказ Міністерства культури України від 21.10.2011 № 912/0/16-11 |                     |
| 35    | Будинок житловий | 1911 р. | Андріївський узвіз, 22-б | 657-Кв          | Наказ Міністерства культури України від 21.10.2011 № 912/0/16-11 | Стан аварійний      |
| 36    | Церква Андріївська | 1747—1753 рр.                                                                                                 | Андріївський узвіз, 23 | 14              | Постанова Ради Міністрів УРСР від 24.08.1963 № 970 |                     |
| 37    | Будинок прибутковий | 1897—1899 рр.                                                                                                 | Андріївський узвіз, 24 | 658-Кв          | Наказ Міністерства культури України від 21.10.2011 № 912/0/16-11 | Стан аварійний      |
| 38    | Будинок житловий | 1881—1882 рр.                                                                                                 | Андріївський узвіз, 28-а | 659-Кв          | Наказ Міністерства культури України від 21.10.2011 № 912/0/16-11 |                     |
| 39    | Флігель житловий, в якому бував хормейстер, музикознавець О. Кошиць | 1890-ті рр.                                                                                                   | Андріївський узвіз, 28-б | 660-Кв          | Наказ Міністерства культури України від 21.10.2011 № 912/0/16-11 |                     |
| 40    | Будинок прибутковий, в якому мешкали: у 1907—1911 рр. П. І. Житецький, філолог, у 1908—1958 рр. Т. К. Кезма, вчений-сходознавець; Г. Н. Тютюник, український письменник                                                                                              | 1900—1901 рр.                                                                                                 | Андріївський узвіз, 34-а |                 | Наказ Головного управління охорони культурної спадщини від 25.06.2011 № 10/38-11 |                     |
| 41    | Флігель житловий | 1892—1893 рр.                                                                                                 | Андріївський узвіз, 34-б | 661-Кв          | Наказ Міністерства культури України від 21.10.2011 № 912/0/16-11, внесено помилково. Будинок знесений. | Згорів, зруйнований |
| 42    | Будинок житловий в якому мешкав письменник М. А. Грабовський | кін. XIX — поч. XX ст.                                                                                        | Адріївський узвіз, 34-в | 662-Кв          | Наказ Міністерства культури України від 21.10.2011 № 912/0/16-11 | Стан аварійний      |
| 43    | Будинок житловий в якому жили та працювали діячі мистецтва М. Дергу, О. Гущін | 1881 р. | Андріївський узвіз, 36 | 663-Кв          | Наказ Міністерства культури України від 21.10.2011 № 912/0/16-11 |                     |
| 44    | Палац | X ст. | Андріївський узвіз, 38, над урвищем північно-східної частини Старокиївської гори, за 75 м у північно-східному напрямку від Десятинної церкви | 664-Кв          | Наказ Міністерства культури України від 21.10.2011 № 912/0/16-11 |                     |
| 45    | Фундаменти палацу | IX ст. | Андріївський узвіз, 38 |                 | Рішення виконавчого комітету Київської міськради народних депутатів від 10.10.1988 № 976 |                     |
| 46    | Будинок прибутковий, в якому мешкали А. М. Муравйов, письменник, меценат; О. С. Анненков, меценат; І. П. Воскресенський, лікар, член родини Булгакових; М. О. Булгаков; зупинявся О. М. Апухтін, поет; розташовувався комітет з проведення у Києві Олімпійських ігор | 1-а пол. XIX ст.                                                                                              | Андріївський узвіз, 38 | 270-Кв          | Наказ Міністерства культури України від 21.10.2011 № 912/0/16-11 |                     |
| 47    | Будинок, в якому у 1905—1956 рр. мешкав І. С. Їжакевич, український радянський художник; який відвідували видатні діячі культури: Остап Вишня, М. Реріх, В. Касіан, Ф. Красицький                                                                                    | 1904—1905 рр.                                                                                                 | Бондарська вул., 11 |                 | Рішення виконавчого комітету Київської міськради народних депутатів від 17.11.1987 № 1112 |                     |
| 48    | Будинок житловий | сер. XIX ст.                                                                                                  | Борисоглібська вул., 6 | 609-Кв          | Наказ Міністерства культури і туризму України від 15.09.2010 № 706/0/16-10 |                     |
| 49    | Фундаменти церкви Борисоглібської | XII ст. | Борисоглібська вул., 11 |                 | Рішення виконавчого комітету Київської міськради народних депутатів від 17.11.1987 № 1112 |                     |
| 50    | Будинок прибутковий | 1899 р. | Борисоглібська вул., 15 а | 610-Кв          | Наказ Міністерства культури і туризму України від 15.09.2010 № 706/0/16-10 |                     |
| 51    | Будинок житловий | кін. XIX ст.                                                                                                  | Борисоглібська вул., 16-а | 611-Кв          | Наказ Міністерства культури і туризму України від 15.09.2010 № 706/0/16-10 |                     |
|       | Садиба міська: Борисоглібська, 19-21\19 | кін. XIX — поч. XX ст.                                                                                        | |                 | |                     |
| 52    | Будинок житловий з торговельними приміщеннями | 1873 р.; 2000-ті рр. (реконструкція з надбудовою)                                                             | Борисоглібська вул., 19/2 (літ. ж) |                 | Наказ Головного управління охорони культурної спадщини від 25.06.2011 № 10/38-11 |                     |
| 53    | Будинок житловий з крамницями | 1864 р.; 1980—90-ті рр. (реконструкція)                                                                       | Борисоглібська вул., Набережно-Хрещатицька, 21/19                                                                                            | 603-Кв          | Наказ Міністерства культури і туризму України від 15.09.2010 № 706/0/16-10 |                     |
| 54    | Будинок житловій | 1910-ті рр.                                                                                                   | Борічів Тік вул., 2/5 | 604-Кв          | Наказ Міністерства культури і туризму України від 15.09.2010 № 706/0/16-10 |                     |
| 55    | Будинок житловий | 1911 р. | Боричів Тік вул., 9 | 606-Кв          | Наказ Міністерства культури і туризму України від 15.09.2010 № 706/0/16-10 | Стан аварійний      |
| 56    | Флігель | поч. XX ст.                                                                                                   | Боричів Тік вул., 11 | 607-Кв          | Наказ Міністерства культури і туризму України від 15.09.2010 № 706/0/16-10 |                     |
| 57    | Будинок причту церкви Миколи Доброго | 1832 р. | Боричів Тік вул., 20/4 | 68              | Розпорядження Представника Президента від 17.02.1994 № 105 |                     |
| 58    | Будинок житловий | 1819 р. | Боричів Тік вул., 23/3 |                 | Рішення виконавчого комітету Київської міськради народних депутатів від 05.06.1995 № 169 | Стан аварійний      |
| 59    | Будинок житловий, в якому у 1894—1896 рр. мешкав Ладо Кецховелі, діяч революційного руху | поч. XIX ст.                                                                                                  | Боричів Тік вул., 25/6 | 608-Кв          | Наказ Міністерства культури і туризму України від 15.09.2010 № 706/0/16-10 |                     |
| 60    | Будинок житловий | 1903 р. | Боричів Тік вул., 35 | 275-Кв          | Наказ Міністерства культури і туризму України від 15.09.2010 № 706/0/16-10 |                     |
| 61    | Будинок житловий | 1855 р. | Боричів Тік вул., 41 | 273-Кв          | Наказ Міністерства культури і туризму України від 15.09.2010 № 706/0/16-10 |                     |
| 62    | Будинок житловий | 1850-ті рр.                                                                                                   | Боричів Тік вул., 43/5 | 277-Кв          | Наказ Міністерства культури і туризму України від 15.09.2010 № 706/0/16-10 |                     |
| 63    | Елеватор Бродського | 1907 р. | Боричів узвіз, 13 | 605-Кв          | Наказ Міністерства культури і туризму України від 15.09.2010 № 706/0/16-10 |                     |
| 64    | Зерносховище | 1760—1770 рр.                                                                                                 | Братська вул., 2 | 871             | Постанова Ради Міністрів УРСР від 06.09.1979 № 442 |                     |
| 65    | Будинок житловий працівників Київенерго | сер. 1930-х рр.                                                                                               | Братська вул., 4 | 278-Кв          | Наказ Міністерства культури і туризму України від 15.09.2010 № 706/0/16-10 |                     |
|       | Садиба міська | | Братська вул., 7/11 | 561-Кв          | Наказ Міністерства культури і туризму України від 03.02.2010 № 58/0/16-10 |                     |
| 66    | Будинок, на місці якого розміщувався готель «Московський», в якому у 1854 р. мешкала Марко Вовчок, письменниця, етнограф | 1859 р. | Братська вул., 7/11 | 561/1-Кв        | Наказ Міністерства культури і туризму України від 03.02.2010 № 58/0/16-10, Рішення виконавчого комітету Київської міськради народних депутатів від 27.01.1970 № 159 |                     |
| 67    | Будинок, в якому у 1905—1944 рр. мешкав Ф. С. Красицький, художник | поч. XX ст.                                                                                                   | Брюсова вул., 20/16 |                 | Рішення виконавчого комітету Київської міськради народних депутатів від 21.08.1975 № 840 |                     |
|       | Куренівське кладовище. Військова дільниця (18 братських могил) | | |                 | |                     |
| 68    | Могила братська радянських воїнів (10 осіб) | 1967 р. | Валківська вул., 19 |                 | Рішення виконавчого комітету Київської міськради народних депутатів від 15.07.1974 № 1041 |                     |
| 69    | Братська могила лейтенантів С. В. Хрубакова та Я. С. Будилова | | Валківська вул., 19 |                 | Рішення виконавчого комітету Київської міськради народних депутатів від 15.07.1974 № 1041 |                     |
| 70    | Братська могила воїнів Радянської Армії (32 особи) | 1954 р. | Валківська вул., 19 |                 | Рішення виконавчого комітету Київської міськради народних депутатів від 15.07.1974 № 1041 |                     |
| 71    | Могила Т. Ф. Подія, підпільника | 1954 р. | Валківська вул., 19 |                 | Рішення виконавчого комітету Київської міськради народних депутатів від 15.07.1974 № 1041 |                     |
| 72    | Братська могила воїнів Радянської Армії (26 осіб) | | Валківська вул., 19 |                 | Рішення виконавчого комітету Київської міськради народних депутатів від 15.07.1974 № 1041 |                     |
| 73    | Могила С. М. Кузнецова, інженера-капітана 2 ранга | 1965 р. | Валківська вул., 19 |                 | Рішення виконавчого комітету Київської міськради народних депутатів від 15.07.1974 № 1041 |                     |
| 74    | Братська могила воїнів Радянської Армії (10 осіб) | 1967 р. | Валківська вул., 19 |                 | Рішення виконавчого комітету Київської міськради народних депутатів від 15.07.1974 № 1041 |                     |
| 75    | Братська могила родини Хрищунів: Н. С. Хрищун, М. Н. Хрищун, В. Н. Хрищун (3 особи) | | Валківська вул., 19 |                 | Рішення виконавчого комітету Київської міськради народних депутатів від 15.07.1974 № 1041 |                     |
| 76    | Братська могила солдатів А. Ф. Пологутова та А. М. Лагодного | | Валківська вул., 19 |                 | Рішення виконавчого комітету Київської міськради народних депутатів від 15.07.1974 № 1041 |                     |
| 77    | Братська могила майорів В. К. Пенькова та М. І. Сєрбова | | Валківська вул., 19 |                 | Рішення виконавчого комітету Київської міськради народних депутатів від 15.07.1974 № 1041 |                     |
| 78    | Братська могила воїнів Радянської Армії (6 осіб) | 1954 р. | Валківська вул., 19 |                 | Рішення виконавчого комітету Київської міськради народних депутатів від 15.07.1974 № 1041 |                     |
| 79    | Братська могила воїнів Радянської Армії (7 осіб) | 1954 р. | Валківська вул., 19 |                 | Рішення виконавчого комітету Київської міськради народних депутатів від 15.07.1974 № 1041 |                     |
| 80    | Могила Н. С. Турова, молодшого лейтенанта | 1955 р. | Валківська вул., 19 |                 | Рішення виконавчого комітету Київської міськради народних депутатів від 15.07.1974 № 1041 |                     |
| 81    | Братська могила воїнів Радянської Армії (7 осіб) | 1954 р. | Валківська вул., 19 |                 | Рішення виконавчого комітету Київської міськради народних депутатів від 15.07.1974 № 1041 |                     |
| 82    | Братська могила гвардії-капітана К. А. Волкова та солдата В. П. Карамишева | | Валківська вул., 19 |                 | Рішення виконавчого комітету Київської міськради народних депутатів від 15.07.1974 № 1041 |                     |
| 83    | Братська могила рядових І. В. Голована та Г. А. Колесникова | | Валківська вул., 19 |                 | Рішення виконавчого комітету Київської міськради народних депутатів від 15.07.1974 № 1041 |                     |
| 84    | Братська могила воїнів Радянської Армії (33 особи) | 1954 р. | Валківська вул., 19 |                 | Рішення виконавчого комітету Київської міськради народних депутатів від 15.07.1974 № 1041 |                     |
| 85    | Могила братська радянських воїнів (14 осіб) | 1967 р. | Валківська вул., 19 |                 | Рішення виконавчого комітету Київської міськради народних депутатів від 15.07.1974 № 1041 |                     |
| 86    | Будинок прибутковий | кін. XIX ст.                                                                                                  | Введенська вул., 4 | 996-Кв          | Наказ Управління охорони пам'яток історії, культури та історичного середовища від 26.10.2001 № 143 |                     |
| 87    | Будинок прибутковий | кін. XIX — поч. XX ст.                                                                                        | Введенська вул., 6 | 997-Кв          | Наказ Управління охорони пам'яток історії, культури та історичного середовища від 26.10.2001 № 143 |                     |
| 88    | Флігель | кін. XIX ст.                                                                                                  | Введенська вул., 6б | 998-Кв          | Наказ Управління охорони пам'яток історії, культури та історичного середовища від 26.10.2001 № 143 |                     |
|       | Київський водогін | | |                 | |                     |
| 89    | Подільська машинна станція міської каналізації | 1894 р. | Введенська вул. (Ратманського), 23 | 612-Кв          | Наказ Міністерства культури і туризму України від 15.09.2010 № 706/0/16-10 |                     |
| 90    | Головний корпус | 1894 р. | Введенська вул. (Ратманського), 23 | 612/1-Кв        | Наказ Міністерства культури і туризму України від 15.09.2010 № 706/0/16-10 |                     |
| 91    | Будинок житловий | 1894 р. | Введенська вул. (Ратманського), 23 | 612/2-Кв        | Наказ Міністерства культури і туризму України 15.09.2010 № 706/0/16-10 |                     |
| 92    | Приймальне відділення | 1894 р. | Введенська вул. (Ратманського), 23 | 612/3-Кв        | Наказ Міністерства культури і туризму України від 15.09.2010 № 706/0/16-10 |                     |
| 93    | Машинне відділення | 1894 р. | Введенська вул. (Ратманського), 23 | 612/4-Кв        | Наказ Міністерства культури і туризму України від 15.09.2010 № 706/0/16-10 |                     |
| 94    | Димар | 1894 р. | Введенська вул. (Ратманського), 23 | 612/5-Кв        | Наказ Міністерства культури і туризму України від 15.09.2010 № 706/0/16-10 |                     |
| 95    | Сторожка | 1894 р. | Введенська вул. (Ратманського), 23 | 612/6-Кв        | Наказ Міністерства культури і туризму України від 15.09.2010 № 706/0/16-10 |                     |
|       | Садиба міська: Верхній Вал, 4 | кін. XIX — поч. XX ст.                                                                                        | Верхній Вал вул., 4 | 280             | Рішення виконавчого комітету Київської міськради народних депутатів від 05.06.1995 № 169 |                     |
| 96    | Особняк | 1893 р. | Верхній Вал вул., 4 | 280/1           | Рішення виконавчого комітету Київської міськради народних депутатів від 05.06.1995 № 169 |                     |
| 97    | Будинок житловий | 1908 р., 1908 р.                                                                                              | Верхній Вал вул., 4 | 280/2           | Рішення виконавчого комітету Київської міськради народних депутатів від 05.06.1995 № 169 |                     |
| 98    | Огорожа з брамою | 1908 р. | Верхній Вал вул., 4 | 280/3           | Рішення виконавчого комітету Київської міськради народних депутатів від 05.06.1995 № 169 |                     |
| 99    | Прибутковий будинок | 1880—1890 рр.                                                                                                 | Верхній Вал вул., 10-а |                 | Наказ Управління охорони пам'яток історії, культури та історичного середовища від 02.04.1998 № 15 |                     |
|       | Садиба міська: Верхній Вал, 16 | XIX-XX ст. | Верхній Вал вул., 16-16/4 |                 | Наказ Головного управління охорони культурної спадщини від 25.06.2011 № 10/38-11 |                     |
| 100   | Флігель | поч. XX ст.                                                                                                   | Верхній Вал вул., 16-б |                 | Наказ Головного управління охорони культурної спадщини від 25.06.2011 № 10/38-11 |                     |
| 101   | Будинок з крамницями (кутовий) | 1841 р. | Верхній Вал вул., 16/4 |                 | Наказ Головного управління охорони культурної спадщини від 25.06.11 № 10/38-11 |                     |
| 102   | Будинок житловий з крамницями | 1865 р., 1872 р.                                                                                              | Верхній Вал вул., 16 |                 | Наказ Головного управління охорони культурної спадщини від 25.06.2011 № 10/38-11 |                     |
| 103   | Будинок з торговельними приміщеннями | XIX ст. | Житньоторзька пл./Верхній Вал, 4/16 |                 | Наказ Головного управління охорони культурної спадщини від 25.06.2011 № 10/38-11 |                     |
| 104   | Будинок житловий з крамницями | 1883 р. | Верхній Вал вул., 18 |                 | Наказ Головного управління охорони культурної спадщини від 25.06.2011 № 10/38-11 |                     |
| 105   | Будинок житловий | 1892 р. | Верхній Вал вул., 24 |                 | Наказ Головного управління охорони культурної спадщини від 25.06.2011 № 10/38-11 |                     |
| 106   | Будинок житловий | 1893 р. | Верхній Вал вул., 28/12 |                 | Наказ Головного управління охорони культурної спадщини від 25.06.2011 № 10/38-11 | Стан аварійний.     |
| 107   | Будинок житловий | 1900 р. | Верхній Вал вул., 32 |                 | Наказ Головного управління охорони культурної спадщини від 25.06.2011 № 10/38-11 |                     |
| 108   | Будинок житловий | кін. XIX ст.                                                                                                  | Верхній Вал вул., 40 |                 | Наказ Головного управління охорони культурної спадщини від 25.06.2011 № 10/38-11 |                     |
| 109   | Будинок житловий | кін. XIX ст.                                                                                                  | Верхній Вал вул., 42 |                 | Наказ Управління охорони пам'яток історії, культури та історичного середовища від 29.12.1998 № 69 |                     |
| 110   | Будинок житловий | кін. XIX ст.                                                                                                  | Верхній Вал вул., 48/28 |                 | Наказ Головного управління охорони культурної спадщини від 25.06.2011 № 10/38-11 |                     |
| 111   | Будинок прибутковий | 1910-ті рр.                                                                                                   | Верхній Вал вул., 62 |                 | Наказ Головного управління охорони культурної спадщини від 24.03.2008 № 10/06-08 |                     |
| 112   | Пам'ятний знак воїнам 52-ї Фастівської танкової бригади | | Виговського Івана вул., 22-а |                 | Рішення виконавчого комітету Київської міськради народних депутатів від 17.11.1987 № 1112 |                     |
| 113   | Парк «Березовий гай» | 1918 р. | Вишгородська вул. |                 | Рішення виконавчого комітету Київської міськради народних депутатів від 20.03.1972 № 363 |                     |
| 114   | Вікові дуби | | Вишгородська вул. |                 | Рішення виконавчого комітету Київської міськради народних депутатів від 20.03.1972 № 363 |                     |
| 115   | Вікові дуби та каштани | | Вишгородська вул. |                 | Рішення виконавчого комітету Київської міськради народних депутатів від 20.03.1972 № 363 |                     |
| 116   | Будинок, в якому жив поет Т. Г. Шевченко («Хата на Пріорці») | сер. XIX ст. (будівництво), 1859 р. (подія)                                                                   | Вишгородська вул., 5 | 260008          | Постанова Кабінету Міністрів України від 03.09.2009 № 928 |                     |
| 117   | Будинок працівників склотарного заводу | 1950-ті рр.                                                                                                   | Вишгородська вул., 26-а |                 | Знесено, подано на виключення з переліку щойно виявлених об'єктів |                     |
| 118   | Пам'ятник О. О. Богомольцю, лікарю, академіку | 1974 р. | Вишгородська вул., 67 | 0/0             | Наказ Головного управління охорони культурної спадщини від 25.09.2006 № 53 |                     |
| 119   | Експериментальний корпус Інституту геронтології, в якому працював М. М. Горєв — патіофізіолог, акад. АН УРСР | 1964—1972 рр.                                                                                                 | Вишгородська вул., 67 |                 | охорони культурної спадщини від 25.09.2006 № 53 |                     |
| 120   | Лабораторно-експериментальний корпус Інституту ендокринології та обміну речовин, в якому працював засновник і перший директор інституту В. П. Комісаренко патофізіолог, акад. АН УРСР                                                                                | | Вишгородська вул., 69 |                 | Наказ Головного управління охорони культурної спадщини від 25.09.2006 № 53 |                     |
|       | Комплекс Воздвиженської церкви | XIX — поч. XX ст.                                                                                             | Воздвиженська вул., 1/15 | 284             | Розпорядження Київської міської державної адміністрації від 26.04.1999 № 620 |                     |
| 121   | Брама | кін. XIX ст.                                                                                                  | Воздвиженська вул., 1/15 | 284/2           | Розпорядження Київської міської державної адміністрації від 26.04.1999 № 620 |                     |
| 122   | Огорожа | кін. XIX ст.                                                                                                  | Воздвиженська вул., 1/15 | 284/3           | Розпорядження Київської міської державної адміністрації від 26.04.1999 № 620 |                     |
| 123   | Хрестовоздвиженська церква з дзвіницею | 1811 р. (перший ярус), 1823 р. (другий ярус), 1841 р.; 1860 р. (дзвіниця); 2-а пол. XIX, поч. XX ст. (розпис) | Воздвиженська вул., 1/15 | 284/1           | Розпорядження Київської міської державної адміністрації від 26.04.1999 № 620 |                     |
| 124   | Будинок, в якому у 1891 р. народився М. О. Булгаков | 1880 р. | Воздвиженська вул., 10-в |                 | Наказ Головного управління культури, мистецтв та охорони культурної спадщини від 17.02.2005 № 43 | Знесений            |
| 125   | Будинок житловий | 1907 р. | Воздвиженська вул., 43 |                 | Наказ Головного управління охорони культурної спадщини від 25.06.2011 № 10/38-11 |                     |
| 126   | Вхід і сходи до колони Магдебурзького права | 1914—1915 рр., 1935 р.                                                                                        | Володимирський узвіз | 642-Кв          | Наказ Міністерства культури України від 30.12.2010 № 1328/0/16-10 | Стан аварійний      |
| 127   | Флігель житловий | 1914—1915 рр.                                                                                                 | Волоська вул., 2/19-в |                 | Наказ Головного управління охорони культурної спадщини від 25.06.2011 № 10/38-11 |                     |
| 128   | Будинок житловий з торговими і конторськими приміщеннями | 1871—1872 рр.; 2000-ті рр. (реконструкція з надбудовою)                                                       | Волоська вул., 2/19-б, (Борисоглібська, 19/2-б)                                                                                              |                 | Наказ Головного управління охорони культурної спадщини від 15.11.2006 № 61 |                     |
| 129   | Будинок житловий | 1874—1875 рр.                                                                                                 | Волоська вул., 5/14 | 623-Кв          | Наказ Міністерства культури і туризму України від 15.09.2010 № 706/0/16-10 |                     |
| 130   | Будинок житловий | 1833—1835 рр.                                                                                                 | Волоська вул., 5 |                 | Наказ Головного управління охорони культурної спадщини від 25.06.2011 № 10/38-11 |                     |
| 131   | Будинок житловий | 1898—1899 рр.                                                                                                 | Волоська вул., 37-а | 624-Кв          | Наказ Міністерства культури і туризму України від 15.09.2010 № 706/0/16-10 |                     |
| 132   | Будинок, в якому з 1898—1948 рр. мешкав Г. П. Світлицький, народний художник УРСР | 1898 р. | Дегтярна вул., 30 |                 | Рішення виконавчого комітету Київської міськради народних депутатів від 27.01.1970 № 159 |                     |
| 133   | Пам'ятник Г. П. Світлицькому, українському художнику | 1972 р. | Дегтярна вул., 30 |                 | Рішення виконавчого комітету Київської міськради народних депутатів від 27.01.1970 № 159 |                     |
| 134   | Електростанція Київська районна | 1925—1939 рр.                                                                                                 | Електриків вул., 15 | 83              | Рішення виконавчого комітету Київської міськради народних депутатів від 21.01.1986 № 49 |                     |
| 135   | Пам'ятник екіпажу монітора «Железняков», який виявив легендарні приклади військової звитяги у боротьбі з фашизмом в роки Великої Вітчизняної війни | 1936 р.; встановлено у 1967 р.                                                                                | Електриків вул., 26 |                 | Рішення виконавчого комітету Київської міськради народних депутатів від 27.01.1970 № 159 |                     |
| 136   | Місце, де у 1928 р. було закладено суднобудівельну верф заводу «Ленінська кузня» | 1928 р. | Електриків вул., 26 |                 | Рішення виконавчого комітету Київської міськради народних депутатів від 04.08.1980 № 1102 |                     |
| 137   | Торговий дім | сер. XIX ст.                                                                                                  | Житньоторзька пл., 10 |                 | Наказ Головного управління охорони культурної спадщини від 25.06.2011 № 10/38-11 |                     |
| 138   | Будинок житловий | 1860 р. | Воздвиженський пров., 11 |                 | Наказ Головного управління охорони культурної спадщини від 10.06.2011 № 10/34-11 |                     |
| 139   | Парк по вулиці Кобзарській (колишній «Кинь-Грусть») | | Кобзарська вул. |                 | Рішення виконавчого комітету Київської міськради народних депутатів від 20.03.1972 № 363 |                     |
| 140   | Фундаменти та залишки стін церкви Богородиці Пирогощі | XII ст. | Контрактова пл. |                 | Рішення виконавчого комітету Київської міськради народних депутатів від 17.11.1987 № 1112 |                     |
| 141   | Пам'ятник Г. С. Сковороді, українському філософу, поету, педагогу | 1976 р. | Контрактова пл. | 578-Кв          | Наказ Міністерства культури і туризму України від 03.02.2010 № 58/0/16-10 |                     |
|       | Комплекс Греко-Синайського Свято-Катерининського монастиря | XVIII — поч. XX ст.                                                                                           | Контрактова пл., 2 | 285             | Розпорядження Київської міської державної адміністрації від 26.04.1999 № 620 |                     |
| 142   | Будинок прибутковий | 1912 р. | Контрактова пл., 2-б | 285/3           | Розпорядження Київської міської державної адміністрації від 26.04.1999 № 620 |                     |
| 143   | Флігель | 1870-ті рр.                                                                                                   | Контрактова пл., 2-в | 285/4           | Розпорядження Київської міської державної адміністрації від 26.04.1999 № 620 |                     |
| 144   | Будинок з крамницями | 1870-ті рр.                                                                                                   | Контрактова пл., 2 | 285/1           | Розпорядження Київської міської державної адміністрації від 26.04.1999 № 620 |                     |
| 145   | Дзвіниця | 1913—1914 рр.; 1996 р. (відбудова)                                                                            | Контрактова пл., 2-а | 285/2           | Розпорядження Київської міської державної адміністрації від 26.04.1999 № 620 |                     |
|       | Комплекс споруд Києво-Могилянської академії (ансамбль Братського монастиря) | XVII-XX ст.                                                                                                   | Контрактова пл., 3 | 260025/0        | Постанова Кабінету Міністрів України від 03.09.2009 № 928 |                     |
| 146   | Будинок з крамницями, в якому у 1941 р. містився штаб Дніпровської військової флотилії | 1-а чв. XIX ст. — XX ст.                                                                                      | Контрактова пл., 3 |                 | Рішення виконавчого комітету Київської міськради народних депутатів від 27.01.1970 № 159 (історія), Наказ Головного управління охорони культурної спадщини від 25.06.2011 № 10/38-11 (архітектури та містобудування)                                                          |                     |
| 147   | Будинок прибутковий | 1906 р.; 1910-ті рр. (надбудова і прибудова)                                                                  | Контрактова пл., 6/1 |                 | Наказ Головного управління охорони культурної спадщини від 10.06.2011 № 10/34-11 |                     |
| 148   | Будинок житловий | 1798 р.; 1860 р. (надбудова)                                                                                  | Контрактова пл., 7 | 286             | Розпорядження Київської міської державної адміністрації від 26.04.1999 № 620 |                     |
| 149   | Будинок кушнірського цеху | 1799—1803 рр.; 1841 р.; 1858 р. (реконструкція)                                                               | Контрактова пл., 8-а |                 | Розпорядження Київської міської державної адміністрації від 26.04.1999 № 620 |                     |
| 150   | Будинок прибутковий | 1911 р. | Контрактова пл., 10 | 288             | Розпорядження Київської міської державної адміністрації від 26.04.1999 № 620 |                     |
| 151   | Пам'ятник Д. М. Карбишеву, генералу, Герою Радянського Союзу, який загинув в концтаборі в роки Великої Вітчизняної війни | 1969 р. | Копилівська вул., 36 |                 | Рішення виконавчого комітету Київської міськради народних депутатів від 27.01.1970 № 159 |                     |
| 152   | Будинок прибутковий | 1895 р.; 1909 р. (4-поверховий об'єм, надбудова)                                                              | Костянтинівська вул., 1/2 | 289             | Розпорядження Київської міської державної адміністрації від 26.04.1999 № 620 |                     |
| 153   | Духовна семінарія, де бував митрополит Євгеній (Є. О. Болховітінов), історик, археолог, бібліограф; у 1853—1858 рр. навчався І. С. Нечуй-Левицький, письменник; у 1900-х рр. містилися Києво-Подільське та Богуславське духовні училища                              | 1828—1830 рр.                                                                                                 | Костянтинівська вул., 5 |                 | Наказ Головного управління охорони культурної спадщини від 25.06.2011 № 10/38-11 |                     |
| 154   | Будинок житловий Биковського («Будинок Петра І»), де у 1799—1803 рр. утримувався у гамівному закладі Ведель А. Л., композитор, співак, скрипаль-віртуоз, хоровий диригент                                                                                            | поч. XVIII ст.; 1750 р. (перебудова після пожежі)                                                             | Костянтинівська вул., 6/8 | 17              | Рішення виконавчого комітету Київської міськради народних депутатів від 27.01.1970 № 159, Постанова Ради Міністрів УРСР від 24.08.1963 № 970 |                     |
| 155   | Дворянське повітове училище, в якому у 1859—1862 рр. діяла перша в Росії недільна школа, яку відвідував Т. Шевченко; містилися: у 1870—1878 рр. — Третя чоловіча гімназія, у 1897 р. — Товариство поширення комерційних знань                                        | 1832 р.; 1859—1860 рр.                                                                                        | Костянтинівська вул., 9/6 | 886             | Рішення виконавчого комітету Київської міськради народних депутатів від 30.07.1984 № 693, Постанова Ради Міністрів УРСР від 06.09.1979 № 442 |                     |
| 156   | Будинок житловий | 1899 р. | Костянтинівська вул., 16 |                 | Наказ Головного управління охорони культурної спадщини від 25.06.2011 № 10/38-11 |                     |
| 157   | Будинок житловий | 2-а пол. XIX ст.                                                                                              | Костянтинівська вул., 18 |                 | Наказ Головного управління охорони культурної спадщини від 25.06.2011 № 10/38-11 |                     |
| 158   | Будинок житловий | 1898 р. (3 поверхи); 1913 р. (надбудова — 4 поверх)                                                           | Костянтинівська вул., 19 |                 | Наказ Головного управління охорони культурної спадщини від 10.06.2011 № 10/34-11 |                     |
| 159   | Будинок житловий | 1858 р. | Костянтинівська вул., 21/12 |                 | Наказ Головного управління охорони культурної спадщини від 25.06.2011 № 10/38-11 |                     |
| 160   | Будинок житловий | 1897 р. | Костянтинівська вул., 23/15 |                 | Наказ Головного управління охорони культурної спадщини від 25.06.2011 № 10/38-11 |                     |
| 161   | Флігель | кін. XIX — поч XX ст.; 1909—1911 рр. (?)                                                                      | Костянтинівська вул., 27-б |                 | Наказ Головного управління охорони культурної спадщини від 10.06.2011 № 10/34-11 |                     |
| 162   | Будинок житловий | XIX-XX ст. | Костянтинівська вул., 31 |                 | Наказ Головного управління охорони культурної спадщини від 10.06.2011 № 10/34-11 |                     |
| 163   | Будинок єврейської школи «Перша Талмуд Тора» | 1911 р. | Костянтинівська вул., 37 |                 | Наказ Головного управління охорони культурної спадщини від 10.06.2011 № 10/34-11 |                     |
| 164   | Міське училище ім. В. А. Жуковського | 1903—1904 рр.                                                                                                 | Лук'янівська вул., 62 |                 | Наказ Головного управління охорони культурної спадщини від 25.09.2006 № 53 |                     |
| 165   | Меморіальний комплекс радянським воїнам, що загинули в роки ІІ Світової війни (2 стели та 7 братських могил) | | Лінія 14-та вул., (Пуща-Водиця) |                 | Рішення виконавчого комітету Київської міськради народних депутатів від 17.11.1987 № 1112 |                     |
| 166   | Церква Покровська | 1903—1906 рр.                                                                                                 | Маломостицька вул., 2 | 77              | Рішення виконавчого комітету Київської міськради народних депутатів від 21.01.1986 № 49 |                     |
| 167   | Будинок контрактовий, де у 1821—1825 рр. збиралися декабристи; який відвідували відомі діячі культури: у 1821 р. — О. Пушкін, у 1835 р. — М. Гоголь, Т. Шевченко, у 1847—1850 рр. (з перервами) — О.де Бальзак; у 1847 р. — Ф. Ліст                                  | 1815—1817; 1998 (реставрація)                                                                                 | Межигірська вул., 1/1 | 16              | Рішення виконавчого комітету Київської міськради народних депутатів від 27.01.1970 № 159, Постанова Ради Міністрів УРСР від 24.08.1963 № 970 |                     |
| 168   | Будинок клубу «Харчовик» (Палац культури «Славутич») | 1931—1933 рр.                                                                                                 | Межигірська вул., 2/1 | 81              | Рішення виконавчого комітету Київської міськради народних депутатів від 21.01.1986 № 49 |                     |
| 169   | Будинок прибутковий, в якому мешкали Ф. П. Балавенський, скульптор; М. Ю. Кольцов, журналіст; містився Молитовний будинок учасників російсько-японської війни | 1897 р., 1910 р.                                                                                              | Межигірська вул., 3/7 | 629-Кв          | Наказ Міністерства культури і туризму України від 15.09.2010 № 706/0/16-10 |                     |
| 170   | Будинок прибутковий | 1900 р. | Межигірська вул., 5 |                 | Наказ Головного управління охорони культурної спадщини від 25.06.2011 № 10/38-11 |                     |
| 171   | Будинок прибутковий | 1902 р. | Межигірська вул., 9/23 |                 | Наказ Головного управління охорони культурної спадщини від 25.06.2011 № 10/38-11 |                     |
| 172   | Будинок прибутковий | кін. XIX ст.                                                                                                  | Межигірська вул., 10/18 |                 | Наказ Головного управління охорони культурної спадщини від 25.06.2011 № 10/38-11 |                     |
| 173   | Будинок прибутковий | 1898 р. | Межигірська вул., 17 |                 | Наказ Головного управління охорони культурної спадщини від 25.06.2011 № 10/38-11 |                     |
| 174   | Будинок житловий | кін. XIX ст.                                                                                                  | Межигірська вул., 19 |                 | Наказ Головного управління охорони культурної спадщини від 25.06.2011 № 10/38-11 |                     |
| 175   | Будинок житловий | 1866 р. | Межигірська вул., 21 |                 | Наказ Головного управління охорони культурної спадщини від 25.06.2011 № 10/38-11 |                     |
| 176   | Житловий комплекс з єврейським молитовним будинком | кін. XIX ст.; 1886 р. (прибудова)                                                                             | Межигірська вул., 23/22 |                 | Наказ Головного управління охорони культурної спадщини від 25.06.2011 № 10/38-11 |                     |
| 177   | Будинок прибутковий | 1898 р.; 1914 р. (надбудова)                                                                                  | Межигірська вул., 26/24 |                 | Наказ Головного управління охорони культурної спадщини від 25.06.2011 № 10/38-11 |                     |
| 178   | Флігель житловий | 1913 р. | Межигірська вул., 30 |                 | Наказ Головного управління культури, мистецтв та охорони культурної спадщини від 25.03.2005 № 94 |                     |
| 179   | Будинок прибутковий | кін. XIX ст.                                                                                                  | Межигірська вул., 32-А |                 | Наказ Головного управління охорони культурної спадщини від 25.06.2011 № 10/38-11 |                     |
| 180   | Будинок житловий | кін. XIX ст.                                                                                                  | Межигірська вул., 33/19 |                 | Наказ Головного управління охорони культурної спадщини від 25.06.2011 № 10/38-11 | Стан аварійний.     |
| 181   | Парковий пішохідний міст | 1956—1957 рр.                                                                                                 | Набережна Дніпра |                 | Наказ Управління охорони пам'яток історії, культури та історичного середовища від 04.02.2002 № 11 |                     |
| 182   | Набережна Дніпра | 1936—1938 рр.                                                                                                 | Набережне шосе |                 | Наказ Головного управління охорони культурної спадщини від 25.06.2011 № 10/38-11 |                     |
| 183   | Центральна (дизель-моторна) електрична станція Київської міської залізниці | 1901—1903 рр.; 1907—1908 рр.; 1955—1957 рр.                                                                   | Набережне шосе, 2 | 2600058/7       | Наказ Міністерства культури і туризму України від 27.08.2007 № 983/0/16-07 |                     |
| 184   | Пам'ятник В. І. Леніну | 1935 р., 1943 р.                                                                                              | Набережно-Лугова вул., 8 |                 | Рішення виконавчого комітету Київської міськради народних депутатів від 27.01.1970 № 159 |                     |
| 185   | Пам'ятник робітникам суднобудівельного та судноремонтного заводу, які загинули в роки Великої Вітчизняної війни | 1968 р. | Набережно-Лугова вул., 8 |                 | Рішення виконавчого комітету Київської міськради народних депутатів від 27.01.1970 № 159 |                     |
| 186   | Завод суднобудівельний і судноремонтний, робітники якого загинули під час збройного повстання 1918 року | поч XX ст. | Набережно-Лугова вул., 8 |                 | Рішення виконавчого комітету Київської міськради народних депутатів від 27.01.1970 № 159 |                     |
| 187   | Пам'ятник морякам героїчної Дніпровської флотилії, що загинули під час оборони та визволення м. Києва в роки Великої Вітчизняної війни | 1979 р. | Набережно-Хрещатицька вул. |                 | Рішення виконавчого комітету Київської міськради народних депутатів від 04.08.1980 № 1102 |                     |
|       | Садиба міська | XIX — поч. XX ст.                                                                                             | Набережно-Хрещатицька вул., 7 |                 | Наказ Головного управління охорони культурної спадщини від 25.06.2011 № 10/38-11 |                     |
| 188   | Флігель житловий (лівий) | 1910-ті рр.                                                                                                   | Набережно-Хрещатицька вул., 7 |                 | Наказ Головного управління охорони культурної спадщини від 25.06.201 № 10/38-11 |                     |
| 189   | Флігель житловий (правий) | 1910-ті рр.                                                                                                   | Набережно-Хрещатицька вул., 7 |                 | Наказ Головного управління охорони культурної спадщини від 25.06.2011 № 10/38-11 |                     |
|       | Київський водогін | | |                 | |                     |
| 190   | Будка над артезіанською свердловиною № 23 (Берегова водогінна насосна станція) | 1908 р. | Набережно-Хрещатицька вул., 8 (Андріївська, 19)                                                                                              | 2600058/6       | Наказ Міністерства культури і туризму України від 27.08.2007 № 983/0/16-07 (архітектури, науки і техники) |                     |
| 191   | Елеватор київський | 1951—1954 рр.                                                                                                 | Набережно-Хрещатицька вул., 10 | 82              | Рішення виконавчого комітету Київської міськради народних депутатів від 21.01.1986 № 49 |                     |
|       | Комплекс Іллінської церкви | | |                 | |                     |
| 192   | Крамниці Іллінської церкви | 1862 р.; 1876 р.                                                                                              | Набережно-Хрещатицька вул., 25/2 |                 | Наказ Головного управління охорони культурної спадщини від 25.06.2011 № 10/38-11 |                     |
| 193   | Бурса Київської академії, в якій у 1824—1830 роках жив та навчався С. С. Гулак-Артемовський, композитор і співак, драматичний артист і драматург | 1778 р.; 1811 р., 1816 р.                                                                                     | Набережно-Хрещатицька вул., 27 | 26              | Рішення виконавчого комітету Київської міськради народних депутатів від 04.08.1980 № 1102, Постанова Ради Міністрів УРСР від 24.08.1963 № 970 |                     |
| 194   | Будинок житловий | 1876 р. | Нижній Вал вул., 7 |                 | Наказ Комітету охорони і реставрації пам'яток історії, культури та історичного середовища від 16.05.1994 № 10. Знесений. |                     |
| 195   | Будинок житловий | 1877 р. | Нижній Вал вул., 9 |                 | Наказ Комітету охорони і реставрації пам'яток історії, культури та історичного середовища від 16.05.1994 № 10. Знесений. |                     |
|       | Садиба міська: Нижній Вал, 19-21, в якій розміщувався завод штучних мінеральних вод; у 1920-х роках діяла єврейська молитовна лікарня | XIX-XX ст. | Нижній Вал вул., 19 |                 | Наказ Головного управління охорони культурної спадщини від 25.06.2011 № 10/38-11 |                     |
| 196   | Флігель житловий (прибудований до фасадного) | 1892 р. | Нижній Вал вул., 19 |                 | Наказ Головного управління охорони культурної спадщини від 25.06.2011 № 10/38-11 |                     |
| 197   | Флігель житловий (по лівій межі ділянки) | 1894 р. | Нижній Вал вул., 19-б |                 | Наказ Головного управління охорони культурної спадщини від 25.06.2011 № 10/38-11 |                     |
| 198   | Будинок житловий | 1871 р., 1892 р. (прибудова флігелів); 1994 р. (надбудова)                                                    | Нижній Вал вул., 19 |                 | Наказ Головного управління охорони культурної спадщини від 25.06.2011 № 10/38-11 |                     |
| 199   | Будинок житловий, в якому у 1899—1916 рр. містився готель «Бліндер» | 1889 р. | Нижній Вал вул., 21 |                 | Наказ Головного управління охорони культурної спадщини від 25.06.2011 № 10/38-11 |                     |
|       | Садиба міська: Нижній Вал, 23 | XIX ст. | Нижній Вал вул., 23 |                 | Наказ Головного управління охорони культурної спадщини від 25.06.2011 № 10/38-11 |                     |
| 200   | Будинок житловий (лівий) | 1874 р., 1898 р.                                                                                              | Нижній Вал вул., 23 |                 | Наказ Головного управління охорони культурної спадщини від 25.06.2011 № 10/38-11 |                     |
| 201   | Будинок житловий (правий) | 1874 р., 1898 р.                                                                                              | Нижній Вал вул., 23 |                 | Наказ Головного управління охорони культурної спадщини від 25.06.2011 № 10/38-11 |                     |
|       | Садиба міська: Нижній Вал 33, в якій містився безкоштовний притулок Товариства надання медичної та матеріальної допомоги бідним породіллям, відділення доброчинного товариства «Крапля молока»                                                                       | сер. XIX — поч. XX ст.                                                                                        | Нижній Вал вул., 33 |                 | Наказ Головного управління охорони культурної спадщини від 25.06.2011 № 10/38-11 |                     |
| 202   | Флігель житловий, в якому містився безкоштовний родинний притулок «Крапля молока» | 1890-ті рр.                                                                                                   | Нижній Вал вул., 33-г |                 | Наказ Головного управління охорони культурної спадщини від 10.06.2011 № 10/34-11 |                     |
| 203   | Будинок прибутковий | 1893 р., 1908—1912 рр. (надбудова)                                                                            | Нижній Вал вул., 33 |                 | Наказ Головного управління охорони культурної спадщини від 25.06.2011 № 10/38-11 |                     |
| 204   | Флігель | кін. XIX — поч. XX ст.                                                                                        | Нижній Вал, 33-б |                 | Наказ Головного управління охорони культурної спадщини від 25.06.2011 № 10/38-11 |                     |
| 205   | Флігель | кін. XIX — поч. XX ст.                                                                                        | Нижній Вал, 33-в |                 | Наказ Головного управління охорони культурної спадщини від 25.06.2011 № 10/38-11 |                     |
| 206   | Будинок прибутковий | 1899 р. | Нижній Вал вул., 35/15 |                 | Наказ Головного управління охорони культурної спадщини від 25.06.2011 № 10/38-11 |                     |
|       | Садиба міська: Нижній Вал, 37, в якій містилися молитовні різних єврейських громад; 1-а школа «Талмуд Тора», школа меламедів тощо. | XIX-поч. XX ст.                                                                                               | Нижній Вал вул., 37 |                 | Наказ Головного управління охорони культурної спадщини від 25.06. 2006 № 53 |                     |
| 207   | Будинок прибутковий (наріжний) | 1900 р. | Нижній Вал вул., 37/20 |                 | Наказ Головного управління охорони культурної спадщини від 25.06.2011 № 10/38-11 |                     |
| 208   | Будинок прибутковий (по лінії вул. Нижній Вал) | 1912 р. | Нижній Вал вул., 37/20 |                 | Наказ Головного управління охорони культурної спадщини від 25.06.2011 № 10/38-11 |                     |
| 209   | Флігель нежитловий | 1912 р. | Нижній Вал, 37 |                 | Наказ Головного управління охорони культурної спадщини від 25.06. 2006 № 53 |                     |
| 210   | Готель «Дудман» | 1892—1895 рр.; поч. XX ст. (надбудова)                                                                        | Нижній Вал вул., 39 |                 | Наказ Головного управління охорони культурної спадщини від 25.06.2011 № 10/38-11 |                     |
|       | Комплекс доброчинних закладів Ф. А. і Н. В. Терещенків (Безкоштовний нічліжний притулок Терещенка Ф.) | 1881 р., 1886 р., 1889 р.                                                                                     | Нижній Вал вул., 49 |                 | Наказ Головного управління охорони культурної спадщини від 25.06.2011 № 10/38-11 |                     |
| 211   | Притулок пологовий | 1889 р. | Нижній Вал вул., 49 |                 | Наказ Головного управління охорони культурної спадщини від 25.06.2011 № 10/38-11 |                     |
| 212   | Будинок з безкоштовними квартирами | 1886 р. | Нижній Вал вул., 49 |                 | Наказ Головного управління охорони культурної спадщини від 25.06.2011 № 10/38-11 |                     |
| 213   | Притулок нічліжний Терещенка Ф. | 1881 р. | Нижній Вал вул., 49 |                 | Наказ Головного управління охорони культурної спадщини від 25.06.2011 № 10/38-11 |                     |
| 214   | Пам'ятник робітникам судноремонтного заводу, що загинули в роки Великої Вітчизняної війни | 1941—1945 рр.; встановлено у 1968 р.                                                                          | Оленівська вул. 2 |                 | Рішення виконавчого комітету Київської міськради народних депутатів від 27.01.1970 № 159 |                     |
| 215   | Пам'ятник В. І. Леніну | | Оленівська вул., 2 |                 | Рішення виконавчого комітету Київської міськради народних депутатів від 27.01.1970 № 159 |                     |
| 216   | Млин М. Г. Хрякова | 1889—1890 рр.                                                                                                 | Оленівська вул., 11 |                 | Наказ Головного управління охорони культурної спадщини від 25.09.2006 № 53 |                     |
| 217   | Будинок В. Крістера | 1889 р. | Осиповського вул., 2-а |                 | Наказ Управління охорони пам'яток історії, культури та історичного середовища від 26.10.2001 № 143, Наказ Управління охорони пам'яток історії, культури та історичного середовища від 02.08.2000 № 74                                                                         |                     |
| 218   | Культурний шар Подолу | IX-XVIII ст.                                                                                                  | Поділ |                 | Рішення виконавчого комітету Київської міськради народних депутатів від 17.11.1987 № 1112 |                     |
| 219   | Будинок для вдів М. П. і Є. І. Дегтерьових | 1892 р. | Покровська вул., 1/1 |                 | Наказ Головного управління охорони культурної спадщини від 25.09.2006 № 53 |                     |
| 220   | Контрактовий будинок (старий) | 1799—1801 рр.                                                                                                 | Покровська вул., 4-8 | 873             | Постанова Ради Міністрів УРСР від 06.09.1979 № 442 |                     |
| 221   | Будинок житловий | 1808 р. | Покровська вул., 5 | 21              | Постанова Ради Міністрів УРСР від 24.08.1963 № 970 |                     |
| 222   | Дзвіниця церкви Миколи Доброго | 1716 р.; 1781 р.                                                                                              | Покровська вул., 6 | 22              | Постанова Ради Міністрів УРСР від 24.08.1963 № 970 |                     |
| 223   | Фундаменти Вірменської церкви | XIV ст. | Покровська вул., 7 |                 | Рішення виконавчого комітету Київської міськради народних депутатів від 17.11.1987 № 1112 |                     |
|       | Комплекс Покровської церкви | Покровська вул., 7                                                                                            | |                 | |                     |
| 224   | Дзвіниця Покровської церкви | XVIII-XIX ст.                                                                                                 | Покровська вул., 7 | 23/2            | Постанова Ради Міністрів УРСР від 24.08.1963 № 970 |                     |
| 225   | Церква Покровська | 1766—1772 рр.                                                                                                 | Покровська вул., 7 | 23/1            | Постанова Ради Міністрів УРСР від 24.08.1963 № 970 |                     |
| 226   | Будинок житловий Назарія Сухоти, де з 1838 р. містилися: магістрат, перша Міська дума; Третя чоловіча гімназія, в якій навчалися Ф. Г. Яновський, лікар, Л. Шестов, філософ, О. Оглоблін, історик; у 1918 р. містився штаб січневого повстання Подільского           | 1804 р.; 1876—1878 рр. (реконструкція)                                                                        | Покровська вул., 8/12 | 874             | Постанова Ради Міністрів УРСР від 06.09.1979 № 442, Рішення виконавчого комітету Київської міськради народних депутатів від 27.01.1970 № 159 (історія) |                     |
|       | Садиба міська: Покровська, | кін. XVIII — поч. XIX ст.                                                                                     | Покровська вул., 9 |                 | Наказ Головного управління охорони культурної спадщини від 25.06.2011 № 10/38-11 |                     |
| 227   | Будинок житловий | 1810-ті рр.; 1849 р. (ремонт), 1984 р. (реставрація)                                                          | Покровська вул., 9/2 |                 | Наказ Головного управління охорони культурної спадщини від 25.06.2011 № 10/38-11 |                     |
| 228   | Флігель | кін. XIX ст.                                                                                                  | Покровська вул., 9-а |                 | Наказ Головного управління охорони культурної спадщини від 25.06.2011 № 10/38-11 |                     |
| 229   | Будинок з крамницями | 1809 р. | Покровська вул., 11 | 875             | Постанова Ради Міністрів УРСР від 06.09.1979 № 442 |                     |
|       | Комплекс Іллінської церкви | | Почайнинська вул., 2 |                 | |                     |
| 230   | Церква Іллінська | 1692 р.; 1755 р.                                                                                              | Почайнинська вул., 2 | 20/1            | Постанова Ради Міністрів УРСР від 24.08.1963 № 970 |                     |
| 231   | Дзвіниця з корпусом малої бурси | Невідома | Почайнинська вул., 2 | 20/2            | Постанова Ради Міністрів УРСР від 24.08.1963 № 970 |                     |
| 232   | Брама та мури | 1755 р. | Почайнинська вул., 2 | 20/3            | Постанова Ради Міністрів УРСР від 24.08.1963 № 970 |                     |
| 233   | Будинок житловий | кін. XIX ст.                                                                                                  | Почайнинська вул., 12 |                 | Наказ Головного управління охорони культурної спадщини від 25.09.2006 № 53 |                     |
| 234   | Будинок житловий | 1910-ті рр.                                                                                                   | Почайнинська вул., 18 |                 | Наказ Головного управління охорони культурної спадщини від 25.09.2006 № 53 |                     |
| 235   | Успенська старообрядницька церква | 1897 р., 1908 р.                                                                                              | Почайнинська вул., 26 |                 | Наказ Головного управління охорони культурної спадщини від 25.06.2011 № 10/38-11 |                     |
| 236   | Будинок житловий | кін. XIX ст.                                                                                                  | Почайнинська вул., 28 |                 | Наказ Головного управління охорони культурної спадщини від 25.06.2011 № 10/38-11 |                     |
| 237   | Будинок житловий | кін. XIX — поч. XX ст.                                                                                        | Почайнинська вул., 40 |                 | Наказ Головного управління охорони культурної спадщини від 25.09.2006 № 53 |                     |
| 238   | Будинок житловий, в якому мешкав Й. Ф. Оксіюк, архієпископ УАПЦ | 1969 р. | Почайнинська вул., 62 |                 | Наказ Головного управління охорони культурної спадщини від 25.09.2006 № 53 |                     |
| 239   | Річковий вокзал | 1957—1961 рр.                                                                                                 | Поштова пл. |                 | Наказ Головного управління охорони культурної спадщини від 25.06.2011 № 10/38-11 |                     |
| 240   | Пам'ятний знак першому трамваю | 1992 р. | Поштова пл. |                 | Наказ Головного управління охорони культурної спадщини від 25.09.2006 № 53 |                     |
| 241   | Вітражі на станції фунікулера | 1984 р. | Поштова пл. |                 | Наказ Головного управління охорони культурної спадщини від 25.06.2011 № 10/38-11, Монументальне мистецтво |                     |
| 242   | Михайлівський механічний підйом (фунікулер) | 1902—1905 рр.; 1928 р. (реконструкція, подовження колії); 1984 р. (реконструкція)                             | Поштова пл. |                 | Наказ Головного управління охорони культурної спадщини від 25.06.2011 № 10/38-11 |                     |
| 243   | Станція поштова | 1854 р., 1865 р., 1982 р.                                                                                     | Поштова пл., 2 | 27              | Постанова Ради Міністрів УРСР від 24.08.1963 № 970 | Стан аварійний      |
| 244   | Могила братська козаків Богданівського полку УНР | 1917 р. | Притисько-Микільська вул. |                 | Наказ Управління охорони пам'яток історії, культури та історичного середовища від 04.11.1998 № 53 |                     |
| 245   | Будинок Київського єпархіального заводу церковних свічок | 1902 р.; 1907—1908 рр.                                                                                        | Притисько-Микільська вул., 2 |                 | Наказ Головного управління охорони культурної спадщини від 25.09.2006 № 53 |                     |
| 246   | Будинок житловий, в якому проживав М. В. Хомичевський, поет, перекладач, священник УАПЦ | поч. XIX ст.                                                                                                  | Притисько-Микільська вул., 4/6 |                 | Наказ Головного управління охорони культурної спадщини від 25.09.2006 № 53 |                     |
|       | Комплекс Флорівського Вознесенського монастиря | XIX — поч. XX ст.                                                                                             | Притисько-Микільська вул., 5 — Фролівська вул., 6-8                                                                                          | 18              | Розпорядження Київської міської державної адміністрації від 26.04.1999 № 620 |                     |
| 247   | Келії (корпус 2) | 1902 р. | Притисько-Микільська вул., 5 |                 | Наказ Головного управління охорони культурної спадщини від 25.06.2011 № 10/38-11 |                     |
| 248   | Келії (корпус 4) | 1895 р. | Притисько-Микільська вул., 5 |                 | Наказ Головного управління охорони культурної спадщини від 25.06.2011 № 10/38-11 |                     |
| 249   | Дзвіниця | 1740—1821 рр.                                                                                                 | Притисько-Микільська вул., 5 | 18/2            | Постанова Ради Міністрів УРСР від 24.08.1963 № 970 |                     |
| 250   | Корпус 5 | 1822—1832 рр.                                                                                                 | Притисько-Микільська вул., 5 | 18/7            | Постанова Ради Міністрів УРСР від 06.09.1979 № 442 |                     |
| 251   | Трапезна нова (корпус 11) та готель | 1838—1839 рр.                                                                                                 | Притисько-Микільська вул., 5 | 18/6            | Постанова Ради Міністрів УРСР від 24.08.1963 № 970 |                     |
| 252   | Будинок ігумені | 1818—1819 рр.                                                                                                 | Притисько-Микільська вул., 5 | 18/5            | Постанова Ради Міністрів УРСР від 24.08.1963 № 970 |                     |
| 253   | Церква Воскресенська | 1824 р. | Притисько-Микільська вул., 5 | 18/4            | Постанова Ради Міністрів УРСР від 24.08.1963 № 970 |                     |
| 254   | Церква трапезна | XVII-XIX ст.                                                                                                  | Притисько-Микільська вул., 5 | 18/3            | Постанова Ради Міністрів УРСР від 24.08.1963 № 970 |                     |
| 255   | Будинок Артинова /Корпус 16/ | 1809—1811 рр.                                                                                                 | Притисько-Микільська вул., 5 | 18/13           | Постанова Ради Міністрів УРСР від 06.09.1979 № 442 |                     |
| 256   | Церква Вознесенська | 1722—1733 рр.                                                                                                 | Притисько-Микільська вул., 5 | 18/1            | Постанова Ради Міністрів УРСР від 24.08.1963 № 970 |                     |
|       | Садиба аптекарів А. Бунге та І. Тецнера по Притисько-Микільській, 7 | XIX ст. | Притисько-Микільська вул., 7 | 870             | Розпорядження Київської міської державної адміністрації від 26.04.1999 № 620 |                     |
| 257   | Флігель житловий | 1839 р. | Притисько-Микільська вул., 7 | 870/2           | Розпорядження Київської міської державної адміністрації від 26.04.1999 № 620 |                     |
| 258   | Сад аптекарський | XIX ст. | Притисько-Микільська вул., 7 |                 | Розпорядження Київської міської державної адміністрації від 26.04.1999 № 620б Об'єкт не існує |                     |
| 259   | Житловий будинок з аптекою | 1818—1820 рр.                                                                                                 | Притисько-Микільська вул., 7 | 870/1           | Рішення виконавчого комітету Київської міськради народних депутатів від 30.07.1984 № 693, Постанова Ради Міністрів УРСР від 06.09.1979 № 442 |                     |
| 260   | Південна в'їзна брама і огорожа | 1-а чв. XIX ст.                                                                                               | Притисько-Микільська вул., 7 | 870/4           | Розпорядження Київської міської державної адміністрації від 26.04.1999 № 620 |                     |
| 261   | Східна в'їзна брама з огорожею | 1-а чв. XIX ст.                                                                                               | Притисько-Микільська вул., 7 | 870/5           | Розпорядження Київської міської державної адміністрації від 26.04.1999 № 620 |                     |
| 262   | Комора і каретна | сер. XIX ст.                                                                                                  | Притисько-Микільська вул., 7 | 870/3           | Розпорядження Київської міської державної адміністрації від 26.04.1999 № 620 |                     |
| 263   | Будинок прибутковий з готелем «Олександрівські номери» | 1876 р.; 1950 р. (надбудова)                                                                                  | Сагайдачного Петра вул., 14 | 199/0           | Наказ Міністерства культури і туризму України від 13.07.2009 № 521/0/16-09 |                     |
| 264   | Будинок готелю «Дніпровський порт», в якому у 1894—1896 рр. мешкав О. І. Купрін, російський письменник (відтворений) | 1894—1896 рр.                                                                                                 | Сагайдачного Петра вул., 4 | 2600177         | Наказ Міністерства культури і туризму України від 13.07.2009 № 521/0/16-09 |                     |
| 265   | Флігель | 1906 р. | Сагайдачного Петра вул., 6-в |                 | Наказ Головного управління охорони культурної спадщини від 25.06.2011 № 10/38-11 |                     |
| 266   | Будинок житловий | 1876 р., 1892 р. (перебудови), поч. XX ст. (прибудова)                                                        | Сагайдачного Петра вул., 6 |                 | Наказ Головного управління охорони культурної спадщини від 25.06.2011 № 10/38-11 |                     |
| 267   | Будинок прибутковий | 1890-ті рр.                                                                                                   | Сагайдачного Петра вул., 8 | 2600178         | Наказ Міністерства культури і туризму України від 13.07.2009 № 521/0/16-09 |                     |
| 268   | Будинок прибутковий | 1899—1900 рр.; сер. XX ст. (відновлено)                                                                       | Сагайдачного Петра вул., 10/5 | 2600179         | Наказ Міністерства культури і туризму України від 13.07.2009 № 521/0/16-09 |                     |
| 269   | Будинок прибутковий | 1892 рр. | Сагайдачного Петра вул., 12 | 2600180         | Наказ Міністерства культури і туризму України від 13.07.2009 № 521/0/16-09 |                     |
| 270   | Будинок прибутковий з готелем «Олександрівські номери» | 1876 рр. | Сагайдачного Петра вул., 14 | 2600181         | Наказ Міністерства культури і туризму України від 13.07.2009 р. № 521/0/16-09 |                     |
| 271   | Садиба міська: Сагайдачного Петра 16 | 1852 р., 1910 р.                                                                                              | Сагайдачного Петра вул., 16/5 | 199/0           | Наказ Міністерства культури і туризму України від 13.07.2009 № 521/0/16-09 |                     |
| 272   | Флігель житловий | 1910 р. | Сагайдачного Петра вул., 16-б | 2600182/2       | Наказ Міністерства культури і туризму України від 13.07.2009 № 521/0/16-09 |                     |
| 273   | Споруда магазину Миколи Демідова | 1852 р.; 1980-ті рр. (реставрація)                                                                            | Сагайдачного Петра вул., 16/5 | 2600182/1       | Наказ Міністерства культури і туризму України від 13.07.2009 № 521/0/16-09 |                     |
| 274   | Будинок прибутковий | 1891 р. | Сагайдачного Петра вул., 19 | 2600183         | Наказ Міністерства культури і туризму України від 13.07.2009 № 521/0/16-09 |                     |
| 275   | Будинок житловий (Ф. Коробки) | кін. 1830-х рр.                                                                                               | Сагайдачного Петра вул., 20/2 | 882             | Постанова Ради Міністрів УРСР від 06.09.1979 № 442 |                     |
| 276   | Будинок житловий | сер. XIX ст.                                                                                                  | Сагайдачного Петра вул., 21 |                 | Наказ Головного управління охорони культурної спадщини від 25.06.2011 № 10/38-11 |                     |
| 277   | Будинок торговельно-житловий | сер. XIX ст.; 1880-ті рр.; 2000 р. (реконструкція)                                                            | Сагайдачного Петра вул., 22/1 | 2600184         | Наказ Міністерства культури і туризму України від 13.07.2009 № 521/0/16-09 |                     |
| 278   | Будинок прибутковий | 1898 р. | Сагайдачного Петра вул., 23/4 | 552 Кв          | Наказ Міністерства культури і туризму України від 13.07.2009 № 521/0/16-09 |                     |
| 279   | Будинок житловий (будинок Подільського універмагу) | 1810—20-ті; 1930—50-ті рр.                                                                                    | Сагайдачного Петра вул., 24/3 |                 | Наказ Головного управління охорони культурної спадщини від 25.09.2006 № 53 |                     |
| 280   | Будинок житловий | 1872 р.; 1900 р.; 1967 р. (надбудова)                                                                         | Сагайдачного Петра вул., 25-а |                 | Наказ Головного управління охорони культурної спадщини від 25.09.2006 № 53 |                     |
| 281   | Будинок житловий | 1870-ті рр., 1880 р.                                                                                          | Сагайдачного Петра вул., 25/3 (25-б) |                 | Наказ Головного управління охорони культурної спадщини від 25.09.2006 № 53 |                     |
| 282   | Флігель | 1900 р. | Сагайдачного Петра вул., 25-г |                 | Наказ Головного управління охорони культурної спадщини від 25.09.2006 № 53 |                     |
| 283   | Паркова скульптура «Запорожці» | 1982 р. | Сагайдачного Петра вул., 27-б |                 | Наказ Головного управління охорони культурної спадщини від 25.09.2006 № 53 |                     |
|       | Садиба міська: Сагайдачного, 27 (Балабухи) | | Сагайдачного Петра вул., 27 |                 | |                     |
| 284   | Будинок житловий (заїжджий двір) | кін. XVIII ст.; сер. XIX ст.                                                                                  | Сагайдачного Петра вул., 27-а | 884             | Постанова Ради Міністрів УРСР від 06.09.1979 № 442 |                     |
| 285   | Будинок виробничий кондитерської фабрики Балабухи (особняк) | 1830—40-ті рр.; 2-а пол. XIX ст.; 1878—1879 рр., 1982 р. (реставрація)                                        | Сагайдачного Петра вул., 27 | 883             | Постанова Ради Міністрів УРСР від 06.09.1979 № 442 |                     |
| 286   | Будинок житловий | 1-а пол. XIX ст.                                                                                              | Сагайдачного Петра вул., 29/3 | 630-Кв          | Наказ Міністерства культури і туризму України від 15.09.2010 № 706/0/16-10 |                     |
| 287   | Будинок житловий | 1816 р., 1850 р.                                                                                              | Сагайдачного Петра вул., 31 | 631-Кв          | Наказ Міністерства культури і туризму України від 15.09.2010 № 706/0/16-10 |                     |
| 288   | Будинок прибутковий | 1870—80-ті рр.                                                                                                | Сагайдачного Петра вул., 35 | 632-Кв          | Наказ Міністерства культури і туризму України від 15.09.2010 № 706/0/16-10 |                     |
| 289   | Будинок прибутковий | 1891—92-ті рр.                                                                                                | Сагайдачного Петра вул., 37 | 633-Кв          | Наказ Міністерства культури і туризму України від 15.09.2010 № 706/0/16-10 |                     |
| 290   | Будинок, в якому у 1956—1961 рр. мешкав Їжакевич І. С., народний художник УРСР | Невідома | Садовського Миколи вул., 8-а |                 | Рішення виконавчого комітету Київської міськради народних депутатів від 27.01.1970 № 159 |                     |
|       | Комплекс споруд Києво-Могилянської академії (ансамбль Братського монастиря) | | |                 | |                     |
| 291   | Будинок лікарні, архіву канцелярії та залу засідань Ради Києво-Могилянської академії | 1905—1906 рр.                                                                                                 | Сковороди Григорія вул., 2 |                 | Наказ Управління охорони пам'яток історії, культури та історичного середовища від 30.12.2002 № 213 |                     |
| 292   | Поварня з келіями | XVII—XVIII ст.                                                                                                | Сковороди Григорія вул., 2-а | 15/4            | Постанова Ради Міністрів УРСР від 06.09.1979 № 442 |                     |
| 293   | Соняшний годинник | кін. XVIII ст.                                                                                                | Сковороди Григорія вул., 2-а | 15/3            | Постанова Ради Міністрів УРСР від 24.08.1963 № 970 |                     |
| 294   | Корпус академічний старий, в якому навчалися: Г. Сковорода, філософ, поет; М. Амбодик-Максимович, вчений-енциклопедист; М. Березовський, композитор та інші | 1704—1740 рр.                                                                                                 | Сковороди Григорія вул., 2-а | 15/1            | Рішення виконавчого комітету Київської міськради народних депутатів від 27.01.1970 № 159, Постанова Ради Міністрів УРСР від 24.08.1963 № 970 |                     |
| 295   | Мури монастиря | XVIII-XIX ст.                                                                                                 | Сковороди Григорія вул., 2-а |                 | Наказ Головного управління охорони культурної спадщини від 25.06.2011 № 10/38-1 |                     |
| 296   | Трапезна з церквою Святого Духа | XVII-XIX ст.                                                                                                  | Сковороди Григорія вул., 2-а | 15/2            | Постанова Ради Міністрів УРСР від 24.08.1963 № 970 |                     |
| 297   | Корпус академічний новий, де в роки Великої вітчизняної війни розміщувався штаб Дніпровської військової флотилії | 1822—1825 рр.; 1846 р. (прибудова), 1863—1864 рр.                                                             | Сковороди Григорія вул., 2-а | 15/5            | Постанова Ради Міністрів УРСР від 06.09.1979 № 442 |                     |
| 298   | Келії (братський корпус) | 1823—1879 рр.                                                                                                 | Сковороди Григорія вул., 2-а | 15/6            | Постанова Ради Міністрів УРСР від 06.09.1979 № 442 |                     |
| 299   | Корпус настоятеля | 1781 р. | Сковороди Григорія вул., 2-а | 15/7            | Постанова Ради Міністрів УРСР від 06.09.1979 № 442 |                     |
| 300   | Просфірня | 1862 р. | Сковороди Григорія вул., 2-а | 15/8            | Постанова Ради Міністрів УРСР від 06.09.1979 № 442 |                     |
| 301   | Лазня | XVIII ст. | Сковороди Григорія вул., 2-а |                 | Наказ Головного управління охорони культурної спадщини від 25.06.2011 № 10/38-1 |                     |
| 302   | Будинок житловий | поч. XIX ст.; сер. XIX ст. (реконструкція)                                                                    | Сковороди Григорія вул., 5 |                 | Наказ Головного управління охорони культурної спадщини від 25.06.2011 № 10/38-1 |                     |
| 303   | Будинок житловий київського бургомістра І. Г. Кисилевського | кін. XVIII — 1-а пол. XIX ст.; 1886 р. (добудова), поч. 1990-х рр. (реставрація)                              | Сковороди Григорія вул., 9 | 876             | Постанова Ради Міністрів УРСР від 06.09.1979 № 442 |                     |
| 304   | Церква Миколи Набережного | 1772—1775 рр.                                                                                                 | Сковороди Григорія вул., 12 | 24              | Постанова Ради Міністрів УРСР від 24.08.1963 № 970 |                     |
|       | Комплекс церкви Миколи Набережного | | |                 | |                     |
| 305   | Дзвіниця церкви Миколи Набережного | 1861—1863 рр.                                                                                                 | Сковороди Григорія вул., 12/4 | 53              | Рішення виконавчого комітету Київської міськради народних депутатів від 22.11.1982 № 1804 |                     |
| 306   | Будинок прибутковий | кін. XIX ст.                                                                                                  | Сковороди Григорія вул., 17-в |                 | Наказ Головного управління охорони культурної спадщини від 25.06.2011 № 10/38-1 |                     |
| 307   | Смородинський археологічний комплекс | | Смородинський узвіз |                 | Наказ Головного управління охорони культурної спадщини від 05.02.2009 № 10/10-09 |                     |
| 308   | Будинок житловий (Балабух) | 1830-ті рр.                                                                                                   | Спаська вул., 1/2 | 881             | Постанова Ради Міністрів УРСР від 06.09.1979 № 442 |                     |
| 309   | Будинок прибутковий | 1909 р. | Спаська вул., 6 | 290             | Розпорядження Київської міської державної адміністрації від 26.04.1999 № 620 |                     |
| 310   | Будинок прибутковий | 1900—1902 рр.                                                                                                 | Спаська вул., 8 |                 | Наказ Головного управління охорони культурної спадщини від 25.06.2011 № 10/38-1 |                     |
| 311   | Будинок житловий | 1832 р.; 1896 р. (добудова)                                                                                   | Спаська вул., 10 |                 | Наказ Головного управління охорони культурної спадщини від 25.06.2011 № 10/38-1 |                     |
| 312   | Особняк купця Апштейна, в якому у 1918 р. містився штаб загону червоних козаків під командуванням В. М. Примакова | 1912 р. | Спаська вул., 12 | 291             | Розпорядження Київської міської державної адміністрації від 26.04.1999 № 620, Рішення виконавчого комітету Київської міськради народних депутатів від 27.01.1970 № 159 |                     |
| 313   | Будинок житловий («Будинок Мазепи») | кін. XVIII — XIX ст.                                                                                          | Спаська вул., 16-б | 28              | Постанова Ради Міністрів УРСР від 24.08.1963 № 970 |                     |
| 314   | Будинок житловий | 1877 р. | Спаська вул., 22 |                 | Наказ Управління охорони пам'яток історії, культури та історичного середовища від 07.11.2001 № 153 |                     |
| 315   | Будинок житловий | 2-а пол. XIX ст.                                                                                              | Спаська вул., 25/17 |                 | Наказ Комітету охорони і реставрації пам'яток історії, культури та історичного середовища від 16.05.1994 № 10. Знесений |                     |
| 316   | Могила В. О. Ізбекова, вченого-хіміка, члена-кор. АН СРСР | | Стеценка вул., 18 |                 | Наказ Управління охорони пам'яток історії, культури та історичного середовища від 04.11.1998 № 53 |                     |
| 317   | Могила О. М. Міляха, вченого в галузі електродинаміки, члена-кор. АН України, заслуженого діяча науки України, лауреата Державної премії України та премії ім. Г. Ф. Проскури                                                                                        | | Стеценка вул., 18 |                 | Наказ Управління охорони пам'яток історії, культури та історичного середовища від 04.11.1998 № 53 |                     |
| 318   | Могила С. Н. Ручківського, вченого-епідеміолога, члена-кор. АМН СРСР | | Стеценка вул., 18 |                 | Наказ Управління охорони пам'яток історії, культури та історичного середовища від 04.11.1998 № 53 |                     |
| 319   | Могила М. М. Годліна, вченого ґрунтознавця, лауреата премії ім. В. В. Докучаєва 1 ступ. | | Стеценка вул., 18 |                 | Наказ Управління охорони пам'яток історії, культури та історичного середовища від 04.11.1998 № 53 |                     |
| 320   | Могила В. С. Сажина, хіміка-технолога, члена-кор. АН України | | Стеценка вул., 18 |                 | Наказ Управління охорони пам'яток історії, культури та історичного середовища від 04.11.1998 № 53 |                     |
| 321   | Могила Г. П. Педаченка, видатного українського нейрохірурга | | Стеценка вул., 18 |                 | Наказ Головного управління охорони культурної спадщини від 05.02.2009 № 10/09-09 |                     |
| 322   | Могила М. О. Дашкієва, письменника-фантаста, поета, перекладача з чеської мови | | Стеценка вул., 18 |                 | Наказ Управління охорони пам'яток історії, культури та історичного середовища від 04.11.1998 № 53 |                     |
| 323   | Могила Т. М. Башти, вченого в галузі гідравліки і гідродинаміки, заслуженого діяча науки України, лауреата Державної премії | | Стеценка вул., 18 |                 | Наказ Управління охорони пам'яток історії, культури та історичного середовища від 04.11.1998 № 53 |                     |
| 324   | Могила А. О. Горської, визначної художниці і громадської діячки | | Стеценка вул., 18 |                 | Наказ Управління охорони пам'яток історії, культури та історичного середовища від 04.11.1998 № 53 |                     |
| 325   | Могила І. М. Журби, Героя Радянського Союзу | | Стеценка вул., 18 |                 | Рішення виконавчого комітету Київської міськради народних депутатів від 15.07.1974 № 1041 |                     |
| 326   | Могила М. П. Загородського, Героя Радянського Союзу гвардії, полковника | | Стеценка вул., 18 |                 | Рішення виконавчого комітету Київської міськради народних депутатів від 15.07.1974 № 1041 |                     |
| 327   | Могила С. К. Горюнова, Героя Радянського Союзу генерал, полковника | | Стеценка вул., 18 |                 | Рішення виконавчого комітету Київської міськради народних депутатів від 15.07.1974 № 1041 |                     |
|       | Комплекс Кирилівського монастиря | | |                 | |                     |
| 328   | Пральня та сушильня Кирилівської лікарні (трапезна церква) | 1823 р. | Теліги Олени вул., 12 | 78              | Рішення виконавчого комітету Київської міськради народних депутатів від 21.01.1986 № 49 |                     |
| 329   | Будинок Подільського денного притулку для дітей робітничого класу | 1905—1907 рр.                                                                                                 | Турівська вул., 26 |                 | Наказ Головного управління охорони культурної спадщини від 25.09.2006 № 53 |                     |
|       | Комплекс Флорівського Вознесенського монастиря | | Фролівська вул., 6 |                 | Розпорядження Київської міської державної адміністрації від 26.04.1999 № 620 |                     |
| 330   | Церква Казанської Божої Матері | 1841—1843 рр.; 1869 р. (розписи); 1940 р. (надбудова)                                                         | Фролівська вул., 6-8 | 18/14           | Розпорядження Київської міської державної адміністрації від 26.04.1999 № 620 |                     |
| 331   | Корпус 8 | 1822—1832 рр.                                                                                                 | Фролівська вул., 6-8 | 18/10           | Постанова Ради Міністрів УРСР від 06.09.1979 № 442 |                     |
| 332   | Корпус 10 | 1822—1832 рр.                                                                                                 | Фролівська вул., 6-8 | 18/12           | Постанова Ради Міністрів УРСР від 06.09.1979 № 442 |                     |
| 333   | Будинок капітанші Амосової (Корпус 12) | 1830-ті рр.                                                                                                   | Фролівська вул., 6 | 79              | Рішення виконавчого комітету Київської міськради народних депутатів від 21.01.1986 № 49 |                     |
| 334   | Корпус 6 | 1822—1832 рр.                                                                                                 | Фролівська вул., 6-8 | 18/8            | Постанова Ради Міністрів УРСР від 06.09.1979 № 442 |                     |
| 335   | Корпус 7 | 1840—1890 рр.                                                                                                 | Фролівська вул., 6-8 | 18/9            | Постанова Ради Міністрів УРСР від 06.09.1979 № 442 |                     |
| 336   | Корпус 9 | 1822—1832 рр.                                                                                                 | Фролівська вул., 6-8 | 18/11           | Постанова Ради Міністрів УРСР від 06.09.1979 № 442 |                     |
|       | Комплекс Печерського монастиря у садибі Кирилівської церкви | | Кирилівська вул., 107 |                 | Наказ Головного управління охорони культурної спадщини від 05.02.2009 № 10/10-09 |                     |
| 337   | Будинок прибутковий | 1886 р. | Кирилівська вул., 2/9 |                 | Наказ Головного управління охорони культурної спадщини від 25.06.2011 № 10/38-11 |                     |
| 338   | Церква Дмитріївська (Костянтина і Олени) | 1757—1865 рр.; 1863—1865 рр. (розширення)                                                                     | Кирилівська вул., 8/6 | 29              | Постанова Ради Міністрів УРСР від 24.08.1963 № 970 |                     |
| 339   | Печерне житло | | Кирилівська вул., 9/3 |                 | Наказ Головного управління охорони культурної спадщини від 05.02.2009 № 10/10-09 |                     |
| 340   | Училище річкове | 1951—1953 рр.                                                                                                 | Кирилівська вул., 9 | 202             | Рішення виконавчого комітету Київської міськради народних депутатів від 18.11.1986 № 1107 |                     |
| 341   | Будинок житловий | 1889 р. | Кирилівська вул., 11 | 200             | Рішення виконавчого комітету Київської міськради народних депутатів від 18.11.1986 № 1107 |                     |
| 342   | Завод пивоварний М. Ріхерта | 1895 р. | Кирилівська вул., 35 | 201             | Рішення виконавчого комітету Київської міськради народних депутатів від 18.11.1986 № 1107 |                     |
| 343   | Пивоварений завод акціонерного товариства | XIX ст. | Кирилівська вул., 41 |                 | Наказ Головного управління охорони культурної спадщини від 25.09.2006 № 53 |                     |
| 344   | Кирилівська стоянка первісних людей епохи палеоліту | Період палеоліту                                                                                              | Кирилівська вул., 59-61 | 260052          | Постанова Кабінету Міністрів України від 03.09.2009 № 928 |                     |
| 345   | Могильник | IX-XI ст. | Кирилівська вул., 59-61 |                 | Рішення виконавчого комітету Київської міськради народних депутатів від 17.11.1987 № 1112 |                     |
|       | Комплекс хірургічної лікарні І. та М. Зайцевих при якій існувала синагога | | |                 | |                     |
| 346   | Головний корпус хірургічної лікарні І. та М. Зайцевих | 1897 р.; 1958 р. (надбудова)                                                                                  | Кирилівська вул., 61 |                 | Наказ Головного управління охорони культурної спадщини від 25.06.2011 № 10/38-11 |                     |
| 347   | Лікарняний корпус хірургічної лікарні І. та М. Зайцевих | 1911 р.; 1958 р. (надбудова)                                                                                  | Кирилівська вул., 63 |                 | Наказ Головного управління охорони культурної спадщини від 25.06.2011 № 10/38-11 |                     |
| 348   | Будівля кахляного заводу І. А. Андржейовського | 1879 р.; 1896 р.                                                                                              | Кирилівська вул., 64 |                 | Наказ Міністерства культури і туризму України від 15.04.2008 № 424/1/16-08 |                     |
| 349   | Акушерська клініка Жіночого медичного інституту, де працював В. П. Протопопов псіхіатр, академік | 1912—1913 рр.                                                                                                 | Кирилівська вул., 103 |                 | Рішення виконавчого комітету Київської міськради народних депутатів від 30.07.1984 № 693 історія |                     |
| 350   | Кирилівська лікарня | XIX-XX ст. | Кирилівська вул., 103 |                 | Наказ Головного управління охорони культурної спадщини від 25.09.2006 № 53 |                     |
|       | Комплекс Кирилівського монастиря | | |                 | |                     |
| 351   | Церква Кирилівська | сер. XII ст.                                                                                                  | Кирилівська вул., 103 | 30/1            | Постанова Ради Міністрів УРСР від 24.08.1963 № 970 |                     |
| 352   | Будинок лікарні де працював В. П. Протопопов, академік | 1912—1913 рр.                                                                                                 | Кирилівська вул., 103 |                 | Рішення виконавчого комітету Київської міськради народних депутатів від 30.07.1984 № 693 |                     |
| 353   | Пам'ятник І. П. Павлову, лікарю | 1952 р. | Кирилівська вул., 103 |                 | Рішення виконавчого комітету Київської міськради народних депутатів від 27.01.1970 № 159 |                     |
| 354   | Наріжна башта мурів | XVIII ст. | Кирилівська вул., 103 | 30/2            | Постанова Ради Міністрів УРСР від 24.08.1963 № 970 |                     |
| 355   | Пам'ятний знак електротранспортникам, загиблим під час Куренівської катастрофи | 1995 р. | Кирилівська вул., 132 |                 | Наказ Головного управління охорони культурної спадщини від 25.09.2006 № 53 |                     |
| 356   | Будинок Притисько-Микільської церковно-приходської школи | 1836—1838 рр.                                                                                                 | Хорива вул., 3 | 879             | Постанова Ради Міністрів УРСР від 06.09.1979 № 442 |                     |
| 357   | Будинок прибутковий | кін. XIX — поч. XX ст.                                                                                        | Хорива вул., 4 |                 | Наказ Управління охорони пам'яток історії, культури та історичного середовища від 29.12.1998 № 69 |                     |
| 358   | Будинок житловий | 1838 р. | Хорива вул., 5 | 879             | Постанова Ради Міністрів УРСР від 06.09.1979 № 442 |                     |
| 359   | Церква Притисько-Микільська | 1695—1707 рр.                                                                                                 | Хорива вул., 5-а | 19              | Постанова Ради Міністрів УРСР від 24.08.1963 № 970 |                     |
| 360   | Флігель житловий Подільського дворянського училища | 1832 р. | Хорива вул., 6 | 880             | Постанова Ради Міністрів УРСР від 06.09.1979 № 442 |                     |
| 361   | Будинок прибутковий | 1889 р. | Хорива вул., 9 |                 | Наказ Управління охорони пам'яток історії, культури та історичного середовища від 18.03.1999 № 16 |                     |
| 362   | Будинок прибутковий | 1898—1899 рр.                                                                                                 | Хорива вул., 11-а |                 | Наказ Головного управління охорони культурної спадщини від 25.06.2011 № 10/38-11 |                     |
| 363   | Будинок житловий А. Меленського, першого міського архітектора, який мешкав тут у 1818—1833 рр. | 1818 р.; 1862 р.; 1882 р.                                                                                     | Хорива вул., 13/11 | 69              | Розпорядження Представника Президента від 17.02.1994 № 105 |                     |
| 364   | Будинок житловий | І чверть XIX ст.; 1870-ті (надбудова); 2 пол. XX ст. (перепланування), 2000-ті рр. (реконструкція)            | Хорива вул., 16/7 |                 | Наказ Головного управління охорони культурної спадщини від 25.06.2011 № 10/38-11 |                     |
| 365   | Будинок прибутковий | 1902 р. | Хорива вул., 21 |                 | Наказ Головного управління охорони культурної спадщини від 25.06.2011 № 10/38-11 |                     |
| 366   | Будинок житловий | серед. XIX ст.                                                                                                | Хорива вул., 29 |                 | Наказ Головного управління охорони культурної спадщини від 25.06.2011 № 10/38-11 |                     |
| 367   | Будинок житловий | 1-а пол. XIX ст.                                                                                              | Хорива вул., 36/21 |                 | Наказ Головного управління охорони культурної спадщини від 25.06.2011 № 10/38-11 |                     |
| 368   | Будинок прибутковий | 1876 р. | Хорива вул., 46 |                 | Наказ Управління охорони пам'яток історії, культури та історичного середовища від 02.04.1998 № 15 |                     |
| 369   | Будинок житловий | поч. 1850-х рр.; 1857 р. (перебудова); 1870 р. (перебудова)                                                   | Хорива вул., 47 |                 | Наказ Головного управління охорони культурної спадщини від 10.06.2011 № 10/34-11 |                     |
| 370   | Пожежне депо | 1910—1911 рр.                                                                                                 | Хорива пров. 1 |                 | Наказ Головного управління охорони культурної спадщини від 25.06.2011 № 10/38-11 |                     |
| 371   | Пам'ятник «Булижник — зброя пролетаріату» (копія) | 1982 р. | Червоної Пресні пл. |                 | Рішення виконавчого комітету Київської міськради народних депутатів від 30.07.1984 № 693 |                     |
| 372   | Будівля Київської юдейської громади | 1870—1894 рр.                                                                                                 | Щекавицька вул., 29 | 80              | Рішення виконавчого комітету Київської міськради народних депутатів від 21.01.1986 № 49 |                     |
| 373   | Фундаменти мурованої церкви | 1-а пол. XII ст.                                                                                              | Юрківська вул., 3 | 260057          | Постанова Кабінету Міністрів України від 03.09.2009 № 928 |                     |
| 374   | Будинок, в якому у 1941 р. була явочна квартира підпільної групи Ф. Кушнирова | 1930-ті рр.                                                                                                   | Юрківська вул., 36 |                 | Наказ Головного управління охорони культурної спадщини від 25.06.2011 № 10/38-11 |                     |
| 375   | Флігель | 1910-ті рр.                                                                                                   | Ярославська вул., 35/35 |                 | Наказ Головного управління охорони культурної спадщини від 10.06.2011 № 10/34-11 |                     |
|       | Садиба міська: Ярославська вул., 5/2 | XIX — поч. XX ст.                                                                                             | Ярославська вул., 5/2 |                 | Наказ Головного управління охорони культурної спадщини від 25.06.2011 № 10/38-11 |                     |
| 376   | Будинок житловий | 1892 р. | Ярославська вул., 5/2 |                 | Наказ Головного управління охорони культурної спадщини від 25.06.2011 № 10/38-11 |                     |
| 377   | Флігель | кін. XIX — поч. XX ст.                                                                                        | Ярославська вул., 5/2-б |                 | Наказ Головного управління охорони культурної спадщини від 25.06.2011 № 10/38-11 |                     |
| 378   | Будинок житловий в якому розміщувався Хедер | 1897 р. | Ярославська вул., 10 |                 | Наказ Управління охорони пам'яток історії, культури та історичного середовища від 18.03.1999 № 16 |                     |
| 379   | Будинок прибутковий | 1897 р. | Ярославська вул., 21 |                 | Наказ Головного управління охорони культурної спадщини від 10.06.2011 № 10/34-11 |                     |
| 380   | Будинок прибутковий | 1910-ті рр.                                                                                                   | Ярославська вул., 35/35 |                 | Наказ Головного управління охорони культурної спадщини від 10.06.2011 № 10/34-11 |                     |
| 381   | Будинок прибутковий | 1910-ті рр.                                                                                                   | Ярославська вул., 35/35-а |                 | Наказ Головного управління охорони культурної спадщини від 10.06.2011 № 10/34-11 |                     |
| 382   | Будинок притулку для єврейський дітей | 1910 р. | Ярославська вул., 40 |                 | Наказ Головного управління охорони культурної спадщини від 25.06.2011 № 10/38-11 |                     |
| 383   | Будинок житловий | XIX ст. | Ярославський пров., 3-а |                 | Наказ Головного управління охорони культурної спадщини від 04.06.2007 № 21, Наказ Головного управління охорони культурної спадщини від 10.06.2011 № 10/34-11 |                     |
| 384   | Дерев'яний водогін та замощення вулиць | XVII-XVIII ст.                                                                                                | Ігорівська вул., |                 | Рішення виконавчого комітету Київської міськради народних депутатів від 10.10.1988 № 976, Рішення виконавчого комітету Київської міськради народних депутатів від 17.11.1987 № 1112, Рішення виконавчого комітету Київської міськради народних депутатів від 27.01.1970 № 159 |                     |
| 385   | Будинок житловий | серед. XIX ст., 1894 р. (перебудова), 2000-ті рр. (надбудова мансарди)                                        | Ігорівська вул., 7 |                 | Наказ Головного управління охорони культурної спадщини від 25.06.2011 № 10/38-11 |                     |
| 386   | Будинок, в якому у 1898—1914 рр. мешкав В. В. Хвойко, видатний археолог, зберігач археологічного відділу Київського музею старожитностей і мистецтв, що знаходився на його квартирі                                                                                  | 1893 р. | Ігорівська вул., 9/1 | 260022          | Постанова Кабінету Міністрів України від 03.09.2009 № 928 |                     |
| 387   | Готель Литецького | 1843 р., 1873 р. (перебудова), 1950 р. (надбудова)                                                            | Ігорівська вул., 12 | 626-Кв          | Наказ Міністерства культури і туризму України від 15.09.2010 № 706/0/16-10 |                     |
| 388   | Училище Олександрівське ремісниче | 1845 р.; 1892 р. (добудова)                                                                                   | Ігорівська вул., 14 |                 | Наказ Головного управління охорони культурної спадщини від 10.06.2011 № 10/34-11 |                     |
| 389   | Будинок прибутковий | 1900 р. | Іллінська вул., 10 |                 | Наказ Управління охорони пам'яток історії, культури та історичного середовища від 26.10.2001 № 143 |                     |
| 390   | Будинок житловий | сер. XIX ст.                                                                                                  | Іллінська вул., 16/6 |                 | Наказ Головного управління охорони культурної спадщини від 25.09.2006 № 53 |                     |
| 391   | Житловий будинок | 2-га пол. XIX ст.                                                                                             | Іллінська вул., 18 |                 | Наказ Головного управління охорони культурної спадщини від 25.06.2011 № 10/38-11 |                     |
| 392   | Будинок житловий | сер. XIX ст.                                                                                                  | Іллінська вул., 20 |                 | Наказ Головного управління охорони культурної спадщини від 25.09.2006 № 53 |                     |
| 393   | Будинок житловий | 1880-ті рр.                                                                                                   | Іллінська вул., 22 |                 | Наказ Головного управління охорони культурної спадщини від 25.06.2011 № 10/38-11 |                     |
| 394   | Пам'ятне місце боїв воїнів Першої Чехословацької окремої бдригади | 1943 р. | Валерія Марченка пл. |                 | Наказ Головного управління охорони культурної спадщини від 25.09.2006 № 53 |                     |
| 395   | Історичний ландшафт Київських гір і долини р. Дніпра | III-ІІ тис. до н. е. — XI-XIX ст.                                                                             | Залізничне шосе, вулиці Грушевського, Кирилівська, Олени Теліги, Шевченківський, Дніпровський, Подільський, Печерський райони                | 560-Кв          | Наказ Міністерства культури і туризму України від 03.02.2010 № 58/0\16-10, пам'ятка історії та ландшафту |                     |

## Джерело
- Головне управління охорони культурної спадщини. Об'єкти культурної спадщини в м. Києві
- https://gis-stage.kyivcity.gov.ua/mayno/apps/webappviewer/index.html?id=f07dd1f4aafa4c9e837717fd818f8948